# نشان‌های راهنمایی و رانندگی در فنلاند

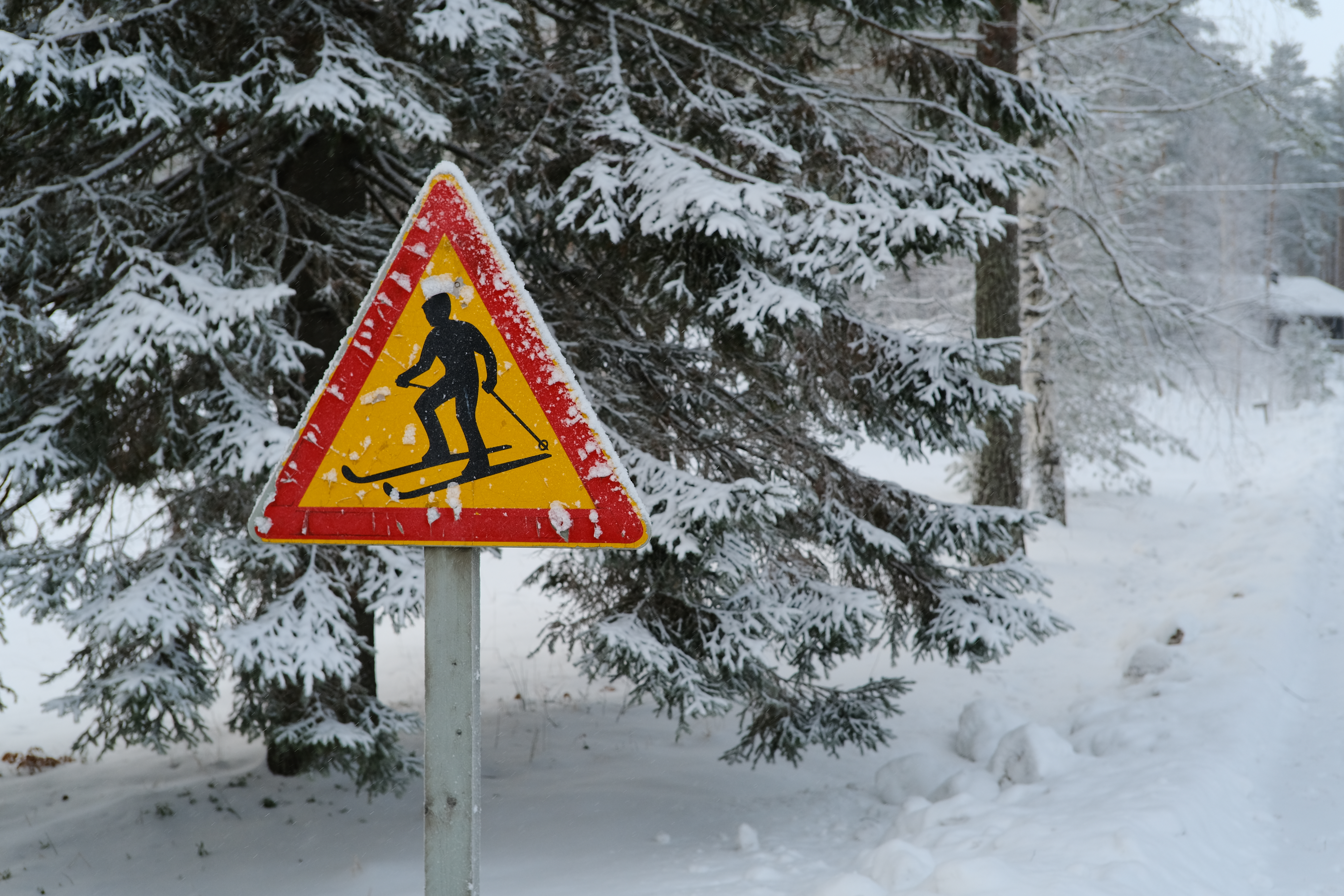
تابلوی هشدار اسکی‌باز در جاده ساون‌لینا

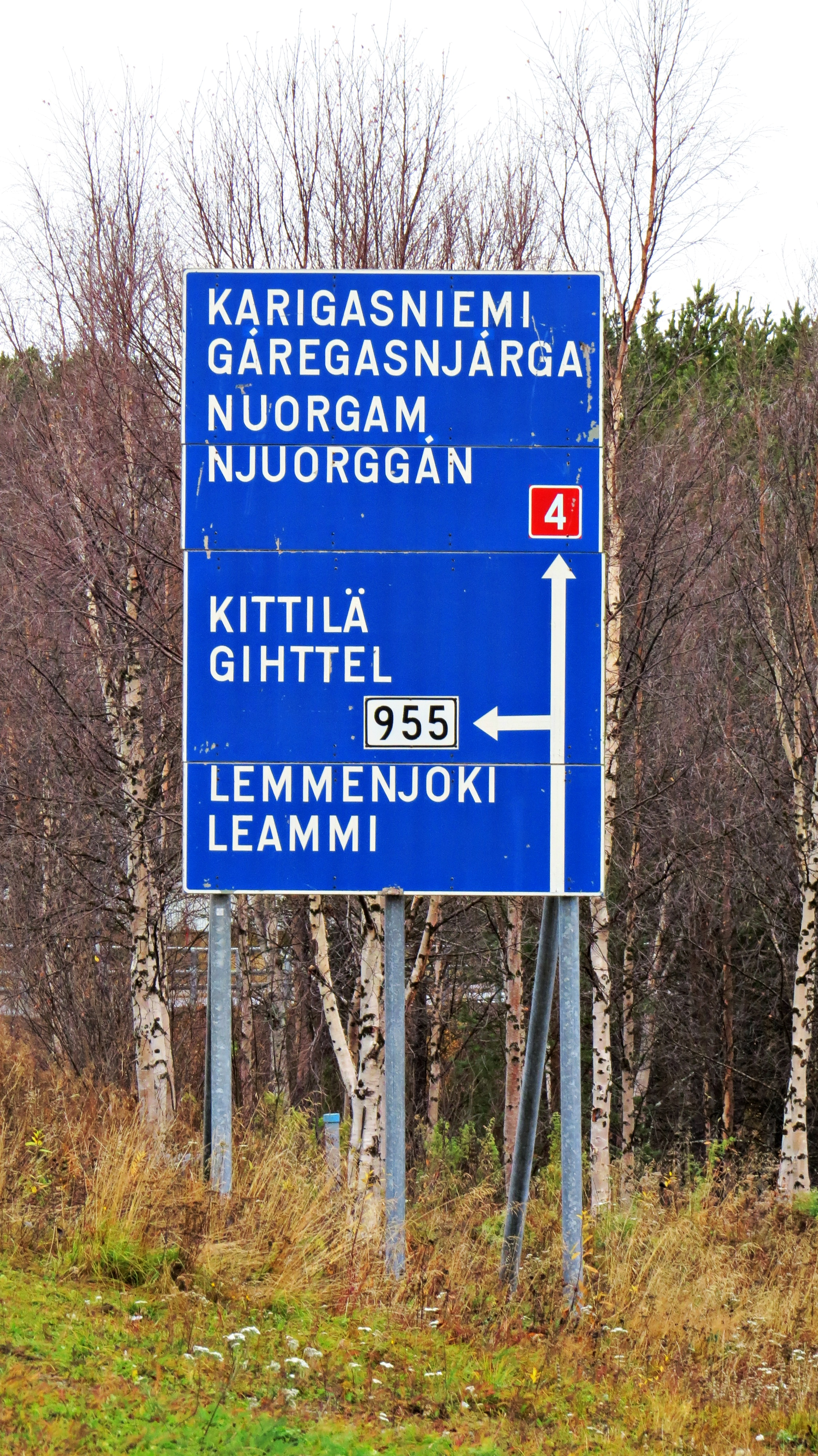
تابلوی جهت دوزبانه، به زبان‌های فنلاندی و سامی شمالی

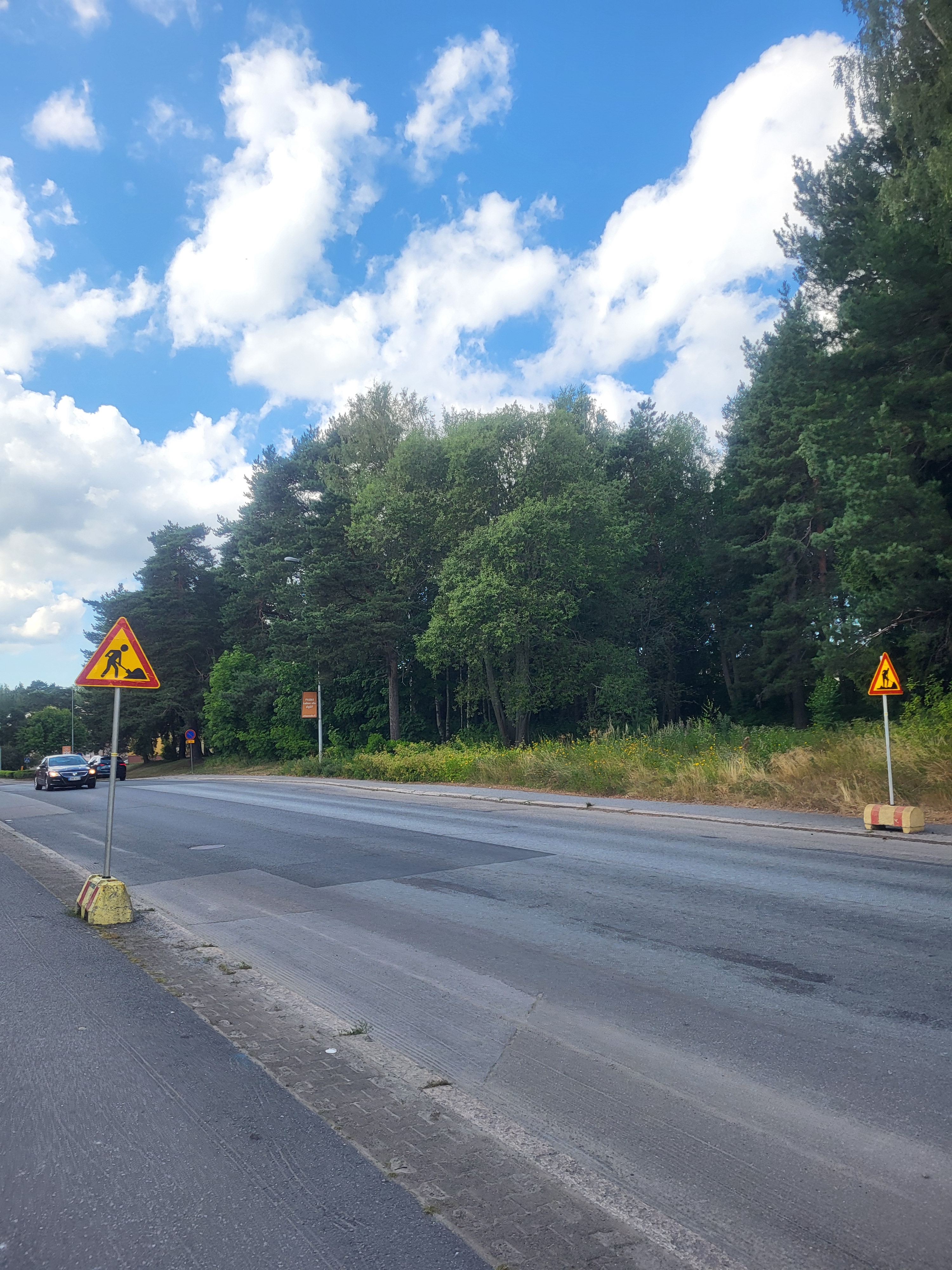
نشان قدیمی کار ساخت و ساز (سمت راست) و نشان جدید کار ساخت و ساز (سمت چپ). واسا فنلاند ژوئیه ۲۰۲۵

نشان‌های راهنمایی و رانندگی در فنلاند (انگلیسی: Road signs in Finland) قبلاً در «مقررات راهنمایی و رانندگی جاده‌ای (5.3.1982/182)» (فنلاندی: Tieliikenneasetus) تنظیم شده بودند، اما اکنون در «قانون راهنمایی و رانندگی جاده‌ای (8.5.2020/360)» (فنلاندی: Tieliikennelaki) تنظیم می‌شوند.
بیشتر تابلوها بر اساس تصویرنگاره‌ها هستند، به جز تابلوهایی مانند تابلوی ممنوعیت برای توقف در گمرک و تابلوی نشان دهنده رتبه تاکسی. اگر تابلو شامل متن باشد، متن به فنلاندی یا سوئدی نوشته می‌شود، به جز تابلوی ایست و تابلوهای تاکسی که به زبان انگلیسی نوشته شده‌اند (برخی از تابلوهای تاکسی به زبان فنلاندی TAKSI نوشته می‌شوند). بسیاری از جاده‌ها و مکان‌ها در فنلاند نام‌های فنلاندی و سوئدی دارند، بنابراین هر دو در تابلوهای راهنمایی و رانندگی مشخص شده‌اند. این امر در مناطق سوئدی زبان در سواحل جنوبی و غربی رایج است، در حالی که در مناطق داخلی نام‌های سوئدی بسیار کمتر رایج است. در شمال لاپلند همچنین نشان‌های راهنمایی و رانندگی به زبان‌های سامی شمالی، سامی اسکولت و ایناری وجود دارد.
در بسیاری از تقاطع‌هایی که حق تقدم در آنها مشخص نیست، رسم بر این است که به ترافیکی که از سمت راست می‌آید، حق تقدم داده شود، مگر اینکه علامت "حق تقدم" یا "راه دادن" برای ترافیک سمت راست نصب شده باشد. این می‌تواند در برخی خیابان‌ها مشکل‌ساز باشد زیرا این نشان‌ها همیشه برای ترافیکی که مجبور به حق تقدم دادن نیست، قابل مشاهده نیستند. بنابراین، حتی اگر راننده‌ای با منطقه و نشان‌ها آن آشنا نباشد، از او انتظار می‌رود که در یک تقاطع به سمت راست راه بدهد، حتی اگر جاده‌ای که در آن هستند، اولویت داشته باشد.
از سال ۲۰۲۰، نشان‌های راهنمایی و رانندگی فنلاندی، افراد خنثی از نظر جنسیت را با سیلوئت‌های سبک‌دار به تصویر می‌کشند. بین سال‌های ۱۹۸۲ تا ۲۰۲۰، طرح‌ها واقع‌گرایانه بودند، همانطور که در اکثر کشورهای شمال اروپا در آن زمان رایج بود. از زمان آخرین اصلاحات قانونی، اکثر پیکتوگرام‌ها و فلش‌ها با نمونه‌های مشابه آلمانی خود یکسان هستند، در حالی که نمودارهای جدید برای افراد مشابه مدل‌های دانمارکی هستند.
علاوه بر این، جزایر الند، یک منطقه خودمختار فنلاند، برخی از تابلوهای به سبک سوئدی را دارد و همه آنها به زبان سوئدی نوشته شده‌اند.
فنلاند کنوانسیون وین در مورد تابلوها و نشان‌های جاده‌ای را در ۱۶ دسامبر ۱۹۶۹ امضا کرد و در ۱ آوریل ۱۹۸۵ آن را تصویب کرد.

## تفاوت‌های عمده بین تابلوهای فنلاندی و عمومی اروپایی
در حالی که تابلوهای اروپایی معمولاً در تابلوهای هشدار و ممنوعیت دارای پس‌زمینه سفید هستند، تابلوهای فنلاندی به رنگ زرد/نارنجی هستند. این کار به منظور افزایش دید تابلو در طول زمستان انجام می‌شود، زیرا دیدن تابلوهای سفید در برف دشوار است. تابلوهای ممنوعیت که نمادی غیر از مقدار عددی را نشان می‌دهند، دارای یک خط قرمز مورب در سراسر خود هستند. تابلوهای ممنوعیت در ایسلند و سوئد از این نظر مشابه هستند. با این حال، در اکثر کشورهای اروپایی، چنین تابلوهایی معمولاً شامل خط قرمز نیستند.

## نشان‌های هشدار
تابلوهای هشدار مثلثی هستند، اما برخلاف تابلوهای هشدار مثلثی اکثر کشورهای دیگر، تابلوهای فنلاندی به جای سفید، زمینه زرد دارند.

پیچ خطرناک به راست (قبلاً از  استفاده می‌شد.)
پیچ خطرناک به چپ (قبلاً از  استفاده می‌شد.)
پیچ‌های خطرناک، اولین پیچ به راست (قبلاً از  استفاده می‌شد.)
پیچ‌های خطرناک، اولین پیچ به چپ (قبلاً از  استفاده می‌شد.)
تپه شیب‌دار به سمت بالا (قبلاً از  استفاده می‌شد.)
تپه شیب‌دار به سمت پایین (قبلاً از  استفاده می‌شد )
جاده از دو طرف باریک می‌شود
ترافیک دو طرفه (قبلاً از  استفاده می‌شد )
پل باز یا معلق (قبلاً از  استفاده می‌شد)
کنار اسکله یا اسکله کشتی (قبلاً از  استفاده می‌شد)
ترافیک صفی (قبلاً از  استفاده می‌شد)
جاده ناهموار پیش رو
سرعت‌گیرها (قبلاً از  استفاده می‌شد)
کارهای جاده‌ای (قبلاً از  استفاده می‌شد.)
تراشه‌های سست (قبلاً از  استفاده می‌شد)
جاده لغزنده (قبلاً از  استفاده می‌شد.)
شانه‌های خطرناک (قبلاً از  استفاده می‌شد.)
عبور عابر پیاده (قبلاً از  استفاده می‌شد.)
عابران پیاده
کودکان (قبلاً از  استفاده می‌شد)
دوچرخه‌سواران و موتورسواران در جاده (قبلاً از  استفاده می‌شد )
عبور اسکی‌بازان (قبلاً از  استفاده می‌شد )
حیوانات (موس)
حیوانات (گوزن شمالی)
حیوانات (گوزن)
تقاطع، مساوی (سمت راست اولویت دارد)
محل اتصال با یک جاده فرعی (قبلاً استفاده می‌شد )
محل تلاقی با جاده فرعی (قبلاً استفاده می‌شد )
محل تلاقی با جاده فرعی (قبلاً استفاده می‌شد )
محل تلاقی با جاده فرعی (قبلاً استفاده می‌شد )
چراغ راهنمایی
هشدار میدان (قبلاً از  استفاده می‌شد)
تراموا
گذرگاه همسطح بدون دروازه
گذرگاه همسطح با دروازه
فاصله تا گذرگاه همسطح
فاصله تا گذرگاه همسطح
فاصله تا گذرگاه همسطح
گذرگاه همسطح تک مسیره
گذرگاه چندخطی
سقوط سنگ (قبلاً از  استفاده می‌شد )
هواپیمای کم ارتفاع
باد جانبی (قبلاً از  استفاده می‌شد)
سایر خطرات

## نشان‌های اولویت

جاده اولویت
پایان جاده اولویت
اولویت نسبت به وسایل نقلیه روبرو (قبلاً استفاده می‌شد )
اولویت برای وسایل نقلیه روبرو (قبلاً استفاده می‌شد )
راه دادن
ایست
عبور دوچرخه

## نشان‌های ممنوعیت
تابلوهای ممنوعیت گرد با زمینه زرد و حاشیه قرمز هستند، به جز تابلوهای پارک ممنوع و ایستادن ممنوع که به جای زرد، زمینه آبی دارند. 

در هر دو جهت برای همه وسایل نقلیه بسته است
ورود وسایل نقلیه موتوری ممنوع (قبلاً استفاده می‌شد )
ورود کامیون ممنوع (قبلاً استفاده می‌شد )
ورود ترکیبی از وسیله نقلیه و تریلر ممنوع (قبلاً استفاده می‌شد )
ورود تراکتور و وسایل نقلیه ساختمانی ممنوع است و غیره (قبلاً استفاده می‌شد )
موتورسیکلت ممنوع (قبلاً استفاده می‌شد )
خودروهای آفرود ممنوع (قبلاً استفاده می‌شد )
خودروهای حامل مواد خطرناک ممنوع
اتوبوس ممنوع
موتورسیکلت گازی ممنوع (قبلاً استفاده می‌شد )
بدون دوچرخه (قبلاً استفاده می‌شد )
بدون دوچرخه یا موتورگازی
عبور عابر پیاده ممنوع (قبلاً استفاده می‌شد )
عبور عابر پیاده یا دوچرخه ممنوع (قبلاً استفاده می‌شد )
عبور سوارکاران ممنوع (قبلاً استفاده می‌شد )
ورود ممنوع
گردش به چپ ممنوع (قبلاً استفاده می‌شد )
گردش به راست ممنوع (قبلاً استفاده می‌شد )
دورزدن ممنوع (قبلاً استفاده می‌شد )
عبور وسایل نقلیه با عرض کلی بیش از [...] متر ممنوع (قبلاً استفاده می‌شد )
عبور وسایل نقلیه با ارتفاع کلی بیش از [...] متر ممنوع (قبلاً استفاده می‌شد )
عبور وسایل نقلیه یا ترکیبی از وسایل نقلیه با عرض کلی بیش از [...] متر ممنوع (قبلاً استفاده می‌شد )
عبور وسایل نقلیه با وزن بیش از [...] تن ممنوع
عبور وسایل نقلیه یا ترکیبی از وسایل نقلیه با وزن بیش از [...] تن ممنوع (قبلاً استفاده می‌شد )
عبور وسایل نقلیه با وزن بیش از [...] تن در یک محور ممنوع (قبلاً استفاده می‌شد )
عبور وسایل نقلیه با وزن بیش از [...] تن در یک محور پشت سر هم ممنوع (قبلاً استفاده می‌شد )
سبقت ممنوع (قبلاً استفاده می‌شد )
پایان محدودیت سبقت (قبلاً استفاده می‌شد )
سبقت گرفتن کامیون‌ها ممنوع (قبلاً استفاده می‌شد )
پایان محدودیت سبقت گرفتن کامیون‌ها (قبلاً استفاده می‌شد )
محدودیت سرعت
پایان محدودیت سرعت (قبلاً از  استفاده می‌شد)
منطقه محدودیت سرعت
منطقه پایان محدودیت سرعت (قبلاً از  استفاده می‌شد)
ممنوعیت یا محدودیت اعمال شده بر یک یا چند خط ترافیک (قبلاً از  استفاده می‌شد)
ایستادن یا پارک ممنوع (قبلاً استفاده می‌شد )
پارک ممنوع (قبلاً استفاده می‌شد )
منطقه پارک ممنوع (قبلاً استفاده می‌شد )
پایان منطقه پارک ممنوع (قبلاً استفاده می‌شد )
منطقه انتظار تاکسی (قبلاً استفاده می‌شد )
منطقه توقف تاکسی (قبلاً استفاده می‌شد )
منطقه بارگیری
منطقه بارگیری
پارکینگ جایگزین (در روزهای فرد ماه از ساعت ۸:۰۰ آن روز تا ساعت ۸:۰۰ روز بعد ممنوع است) (قبلاً از  استفاده می‌شد)
پارکینگ جایگزین (در روزهای زوج ماه از ساعت ۸:۰۰ آن روز تا ساعت ۸:۰۰ روز بعد ممنوع است) (قبلاً از )
عبور بدون توقف ممنوع (کنترل گمرکی)
عبور بدون توقف ممنوع (کنترل گمرکی)
عبور بدون توقف ممنوع (کنترل گمرکی)
عبور بدون توقف ممنوع (کنترل پلیسی) (قبلاً استفاده می‌شد )
حداقل فاصله بین وسایل نقلیه موتوری (قبلاً استفاده می‌شد )
عبور خودروهای مجهز به لاستیک‌های میخ‌دار ممنوع

## نشان‌های اجباری
تابلوهای اجباری همیشه تابلوهای آبی گرد با حاشیه سفید هستند.

جهت حرکت (فقط به راست بپیچید) (قبلاً استفاده می‌شد )
جهت حرکت (فقط به چپ بپیچید) (قبلاً استفاده می‌شد )
جهت حرکت (فقط مستقیم به جلو) (قبلاً استفاده می‌شد )
جهت حرکت (به راست بپیچید) (قبلاً استفاده می‌شد )
جهت حرکت (به چپ بپیچید) (قبلاً استفاده می‌شد )
جهت حرکت (به راست بپیچید یا مستقیم ادامه دهید) (قبلاً استفاده می‌شد )
جهت حرکت (به چپ بپیچید یا مستقیم ادامه دهید) (قبلاً استفاده می‌شد )
جهت حرکت (به چپ یا راست بپیچید) (قبلاً استفاده می‌شد )
جهت حرکت (به هر جهتی ادامه دهید)
میدان اجباری (قبلاً استفاده می‌شد )
از این سمت (سمت راست) عبور کنید (قبلاً استفاده می‌شد )
از این سمت (سمت چپ) عبور کنید (قبلاً استفاده می‌شد )
از هر دو طرف عبور کنید (قبلاً استفاده می‌شد )
مسیر پیاده‌روی (قبلاً استفاده می‌شد )
مسیر دوچرخه‌سواری (قبلاً استفاده می‌شد )
مسیر اجباری برای عابران پیاده و دوچرخه‌سواران (قبلاً استفاده می‌شد )
مسیر اجباری برای عابران پیاده و دوچرخه‌سواران (مسیر دوگانه) (قبلاً استفاده می‌شد )
مسیر اجباری برای عابران پیاده و دوچرخه‌سواران (مسیر دوگانه) (قبلاً استفاده می‌شد )
مسیر برای وسایل نقلیه خارج از جاده (قبلاً استفاده می‌شد )
مسیر برای سوارکار اسب‌سوار (قبلاً استفاده می‌شد )
حداقل سرعت مجاز
پایان حداقل سرعت مجاز

## نشان‌های ویژه مقررات

عبور عابر پیاده (قبلاً استفاده می‌شد )
پارک و سوار شدن
پارک و سوار شدن
پارک و سوار شدن
پارک و سوار شدن
پارک و سوار شدن
پارکینگ
قرار دادن وسایل نقلیه در محل پارکینگ
قرار دادن وسایل نقلیه در محل پارکینگ
قرار دادن وسایل نقلیه در محل پارکینگ
محل عبور (در جاده‌های باریک) (قبلاً از  استفاده می‌شد)
ایستگاه اتوبوس (قبلاً از  برای ترافیک محلی و  برای ترافیک راه دور استفاده می‌شد)
ایستگاه تراموا (قبلاً از  استفاده می‌شد)
ایستگاه تاکسی
خط اتوبوس (علامت بالای خط)
خط اتوبوس و تاکسی (علامت بالای خط)
پایان خط اتوبوس (علامت بالای خط) (قبلاً استفاده می‌شد )
پایان خط اتوبوس و تاکسی (علامت بالای خط) (قبلاً استفاده می‌شد )
خط تراموا (علامت بالای خط)
خط تراموا و تاکسی (علامت بالای خط)
پایان خط تراموا (علامت بالای خط) (قبلاً از  استفاده می‌شد)
پایان خط تراموا و تاکسی (علامت بالای خط) (قبلاً از  استفاده می‌شد)
خط دوچرخه (علامت بالای خط)
خط دوچرخه (علامت بالای خط)
ترافیک یک طرفه
ترافیک یک طرفه (قبلاً استفاده می‌شد )
بزرگراه
پایان بزرگراه (قبلاً استفاده می‌شد )
جاده برای وسایل نقلیه موتوری (قبلاً استفاده می‌شد )
پایان جاده برای وسایل نقلیه موتوری (قبلاً استفاده می‌شد )
تونل
پایان تونل (قبلاً استفاده می‌شد )
محل توقف اضطراری (قبلاً استفاده می‌شد )
منطقه شهری
پایان منطقه شهری
منطقه مسکونی (قبلاً استفاده می‌شد )
پایان منطقه مسکونی (قبلاً استفاده می‌شد )
منطقه عابر پیاده (قبلاً استفاده می‌شد )
پایان منطقه عابر پیاده (قبلاً استفاده می‌شد )
خیابان دوچرخه‌سواری
پایان خیابان دوچرخه‌سواری

## نشان‌های اطلاعاتی

تابلوی جهت پیشرو (نوع A)
تابلوی جهت پیشرو (نوع B)
تابلوی هشدار برای انحراف (قبلاً استفاده می‌شد )
تابلوی هشدار برای انحراف
تور فرعی
مسیری که باید دنبال شود (برای گردش به چپ)
اطلاعات مربوط به خطوط ترافیک (قبلاً استفاده می‌شد استفاده شده )
اطلاعات مربوط به خطوط ترافیک (قبلاً استفاده شده )
اطلاعات مربوط به خطوط ترافیک (قبلاً استفاده شده )
اطلاعات مربوط به خطوط ترافیک
اطلاعات مربوط به خطوط ترافیک
اطلاعات در خطوط ترافیکی
انتهای خط (قبلاً )
انتهای خط (که قبلاً )
علامت جهت پیشروی (بالای خط؛ نوع A)
علامت جهت پیشروی (بالای خط؛ نوع B)
علامت خروج (بالای خط)
علامت جهت
علامت خروج
علامت جهت در جاده خصوصی
علامت مکان
علامت موقعیت مکانی پیشرفته
علامت جهت ترافیک سبک (ترافیک عابر پیاده و دوچرخه)
علامت جهت انحراف
علامت جهت مسیر انحرافی
تابلوی راهنما برای مقاصد محلی
تابلوی راهنما که بزرگراه یا جاده را برای وسایل نقلیه موتوری نشان می‌دهد
تابلوی راهنما که امکانات پارک و سوار شدن را نشان می‌دهد
جاده عبور ممنوع
جاده عبور ممنوع
جاده عبور ممنوع (قبلاً استفاده می‌شد )
توصیه‌نامه سرعت
تابلویی که مسافت‌ها را نشان می‌دهد
نام مکان (قبلاً استفاده می‌شد )
نام مکان (آبراه)
شماره جاده (جاده شرقی؛ شبکه بین‌المللی ای-جاده)
شماره جاده (جاده اصلی؛ جاده اصلی، کلاس I؛ ۱–۳۹)
شماره جاده (جاده فرعی؛ جاده اصلی، کلاس II؛ ۴۰–۹۹)
شماره جاده (جاده منطقه‌ای؛ ۱۰۰–۹۹۹)
شماره جاده (جاده معمولی؛ جاده اتصال؛ ۱۰۰۰–۹۹۹۹)
شماره جاده (جاده کمربندی)
جهت به جاده شماره‌گذاری شده
نماد بزرگراه (قبلاً استفاده می‌شد )
نماد جاده برای وسایل نقلیه موتوری (قبلاً استفاده می‌شد )
فرودگاه
کشتی
ترمینال مسافربری
ترمینال باربری
ترمینال باربری
منطقه صنعتی (قبلاً استفاده می‌شد )
پارکینگ خرده‌فروشی
پارکینگ (قبلاً استفاده می‌شد )
پارکینگ مسقف (قبلاً استفاده می‌شد )
ایستگاه راه‌آهن
ایستگاه اتوبوس
نماد مرکز شهر
برنامه سفر برای دسته وسایل نقلیه مشخص شده (قبلاً استفاده می‌شد )
برنامه سفر برای عابران پیاده (قبلاً استفاده می‌شد )
برنامه سفر برای معلولین
برنامه سفر برای حمل کالاهای خطرناک (قبلاً استفاده می‌شد )
گذرگاه یا زیرگذر با پله (قبلاً استفاده می‌شد )
گذرگاه یا زیرگذر بدون پله (قبلاً استفاده می‌شد )
خروج اضطراری
مسیر خروج اضطراری

## نشان‌های خدمات

علامت اطلاعات خدمات
علامت اطلاعات خدمات
علامت اطلاعاتی پیشرفته برای خدمات
علامت موقعیت مکانی خدمات توریستی
پیش علامت موقعیت مکانی برای خدمات توریستی
ایستگاه رادیویی (فرکانس بر حسب مگاهرتز)
نقطه اطلاعات (قبلاً  استفاده می‌شد)
مرکز اطلاعات (قبلاً استفاده می‌شد )
کمک‌های اولیه (قبلاً استفاده می‌شد )
خدمات امداد خودرو (قبلاً استفاده می‌شد )
پمپ بنزین (قبلاً استفاده می‌شد )
پمپ بنزین (با گاز طبیعی فشرده)
پمپ شارژ خودروهای برقی
پمپ بنزین (با هیدروژن)
هتل یا متل (قبلاً استفاده می‌شد )
رستوران (قبلاً استفاده می‌شد )
کافه‌تریا یا نوشیدنی (قبلاً استفاده می‌شد )
سرویس بهداشتی عمومی (قبلاً استفاده می‌شد )
خوابگاه جوانان (قبلاً استفاده می‌شد )
محل کمپینگ (قبلاً استفاده می‌شد )
محل کاروان (قبلاً استفاده می‌شد )
محل پیک‌نیک (قبلاً استفاده می‌شد [[پرونده:Finland road sign Finland road sign G20.svg|منطقه تفریحی (قبلاً استفاده می‌شد)
تلفن اضطراری (قبلاً استفاده می‌شد )
خاموش‌کننده (قبلاً استفاده می‌شد )
موزه یا ساختمان تاریخی (قبلاً استفاده می‌شد )
میراث جهانی (قبلاً استفاده می‌شد )
مکان طبیعی (قبلاً استفاده می‌شد )
مکان دیدنی (قبلاً استفاده می‌شد )
باغ وحش (قبلاً استفاده می‌شد )
سایر جاذبه‌های گردشگری (قبلاً استفاده می‌شد )
محل شنا (قبلاً استفاده می‌شد )
محل ماهیگیری (قبلاً استفاده می‌شد )
تله اسکی (قبلاً استفاده می‌شد )
مرکز اسکی صحرایی
زمین گلف (قبلاً استفاده می‌شد )
پارک تفریحی یا موضوعی (قبلاً استفاده می‌شد )
اقامتگاه کلبه‌ای (قبلاً استفاده می‌شد )
محل اقامت و صبحانه (قبلاً استفاده می‌شد )
فروش مستقیم (قبلاً استفاده می‌شد )
صنایع دستی (قبلاً استفاده می‌شد )
پارک مزرعه (قبلاً استفاده می‌شد )
اسب‌سواری (قبلاً استفاده می‌شد )
مسیر گردشگری (قبلاً استفاده می‌شد )
مسیر گردشگری (قبلاً استفاده می‌شد )

## پانل‌های اضافی

علامت برای عبور از جاده اعمال می‌شود (قبلاً  استفاده می‌شد)
علامت در جهت فلش اعمال می‌شود (قبلاً  استفاده می‌شد)
علامت [...] کیلومتر در جهت فلش اعمال می‌شود (قبلاً  استفاده می‌شد)
علامت [...] کیلومتر در جهت فلش
فاصله‌ای که تابلو به آن اعمال می‌شود (قبلاً از  استفاده می‌شد)
فاصله از تابلو تا نقطه‌ای که تابلو به آن اعمال می‌شود (قبلاً از  استفاده می‌شد)
فاصله تا ایستگاه اجباری (قبلاً از  استفاده می‌شد)
عرض آزاد (قبلاً از  استفاده می‌شد)
ارتفاع آزاد (قبلاً استفاده می‌شد )
ارتفاع خط برق (قبلاً استفاده می‌شد )
علامت برای هر دو جهت اعمال می‌شود (قبلاً استفاده می‌شد )
علامت برای هر دو جهت اعمال می‌شود (قبلاً استفاده می‌شد )
علامت در جهت فلش اعمال می‌شود (قبلاً از  استفاده می‌شد)
مقررات از علامت شروع می‌شود (قبلاً از  استفاده می‌شد)
مقررات به علامت ختم می‌شود (قبلاً از  استفاده می‌شد)
وسیله نقلیه شخصی (قبلاً از  استفاده می‌شد)
اتوبوس (قبلاً از  استفاده می‌شد)
کامیون (قبلاً از  استفاده می‌شد)
ون تحویل (قبلاً از  استفاده می‌شد)
کاروان (قبلاً از  استفاده می‌شد)
ون کمپر
وسیله نقلیه برای معلولین (قبلاً استفاده می‌شد )
موتورسیکلت (قبلاً استفاده می‌شد )
موتورسیکلت گازی (قبلاً استفاده می‌شد )
وسیله پدالی (قبلاً استفاده می‌شد )
موتورهای برف‌رو
تراکتورها
وسایل نقلیه کم انتشار
روش پارک کردن (قبلاً استفاده می‌شد )
روش پارک کردن (قبلاً استفاده می‌شد )
ورود وسایل نقلیه حامل کالاهای خطرناک گروه A ممنوع است
ورود وسایل نقلیه حامل کالاهای خطرناک گروه A ممنوع است B
تونل کلاس B
تونل کلاس C
تونل کلاس D
تونل کلاس E
این تابلو بین ساعت ۸:۰۰ تا ۱۷:۰۰، دوشنبه تا جمعه اعمال می‌شود (قبلاً  استفاده می‌شد)
این تابلو بین ساعت ۸:۰۰ تا ۱۳:۰۰، شنبه‌ها اعمال می‌شود (قبلاً )
این تابلو بین ساعت ۸:۰۰ تا ۱۴:۰۰، در روزهای یکشنبه و تعطیلات اعمال می‌شود (قبلاً از  استفاده می‌شد)
محدودیت زمانی (قبلاً از  استفاده می‌شد)
استفاده اجباری از دیسک پارکینگ (قبلاً از  استفاده می‌شد)
پارکینگ در ازای پرداخت هزینه (قبلاً استفاده می‌شد )
فضای شارژ برای وسایل نقلیه الکتریکی
جهت جاده اولویت‌دار (قبلاً استفاده می‌شد )
جهت جاده اولویت‌دار (قبلاً استفاده می‌شد )
مسیر دوچرخه‌سواری دوطرفه (قبلاً استفاده می‌شد )
مسیر دو طرفه
پنل اضافی با متن "گاهی مه آلود"
پنل اضافی با متن "رانندگی در مقاصد خدماتی مجاز است" (قبلاً استفاده می‌شد )
پنل اضافی با متن "منطقه"
پنل اضافی با متن "محدوده عمومی"
تلفن اضطراری و کپسول آتش نشانی (قبلاً از  استفاده می‌شد)
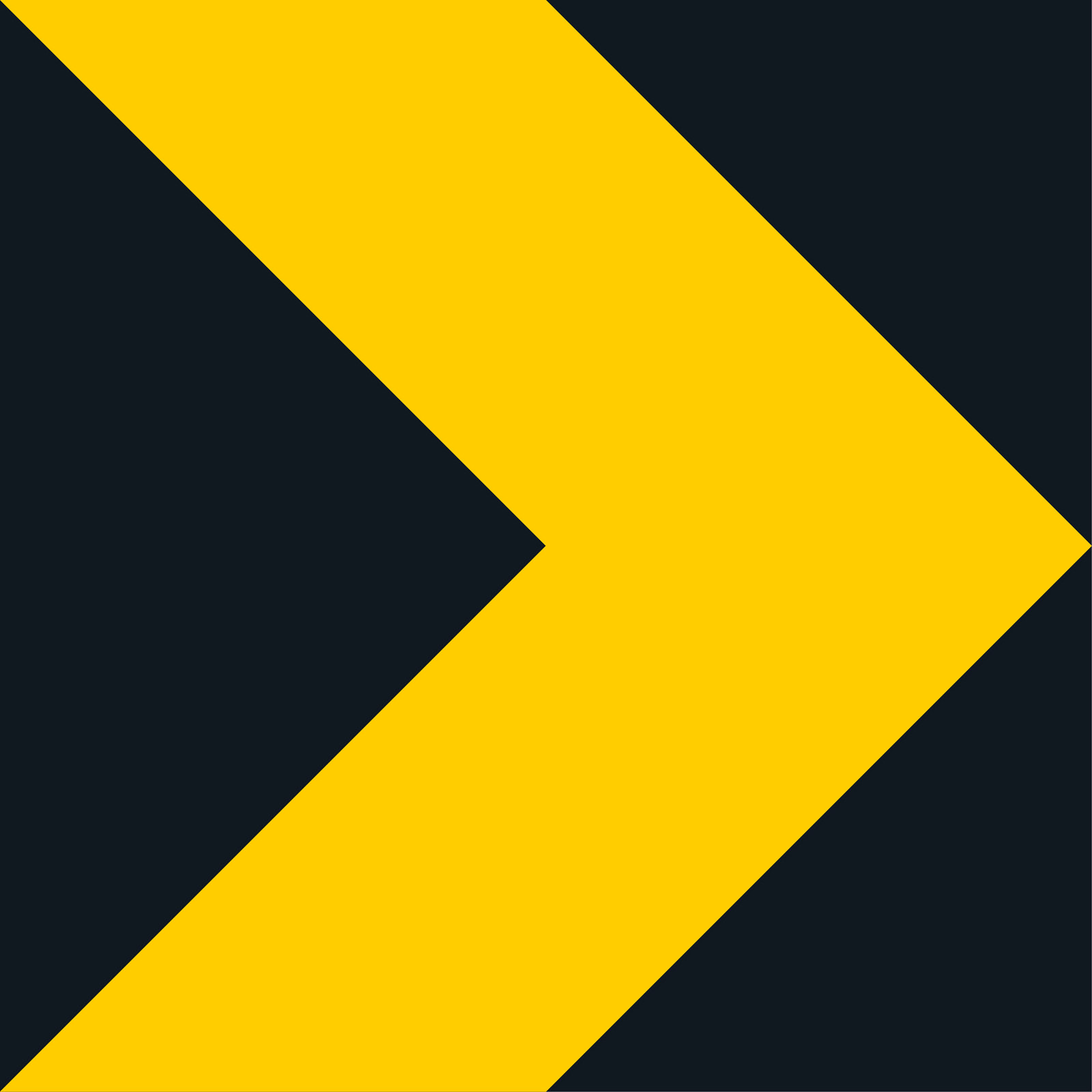
منحنی تیز

## سایر نشان‌ها

محدودیت‌های سرعت عمومی
مرز ملی (منطقه شنگن)

## تابلوهای منسوخ شده (دیگر استفاده نمی‌شوند)
در زیر، تابلوها حذف یا با نمودارهای جدیدی با همان معنی جایگزین شده‌اند.

### نشان‌های توجه

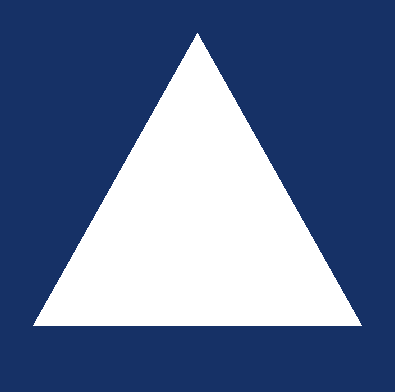
توجه عمومی (۱۹۳۷–۱۹۵۷)
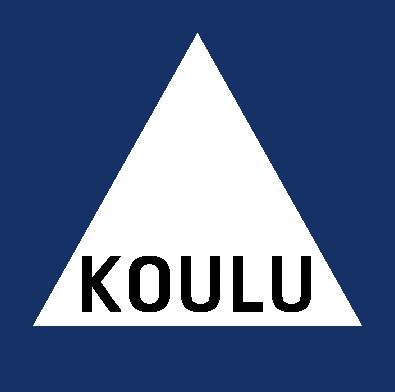
مدرسه (۱۹۳۷–۱۹۵۷)

### نشان‌های هشداردهنده

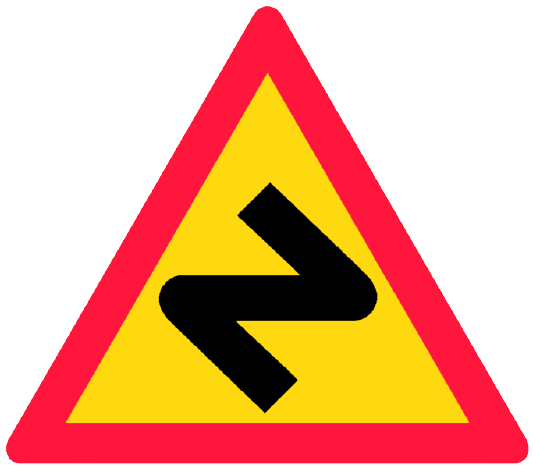
جاده پر پیچ و خم (۱۹۳۷–۱۹۷۴)
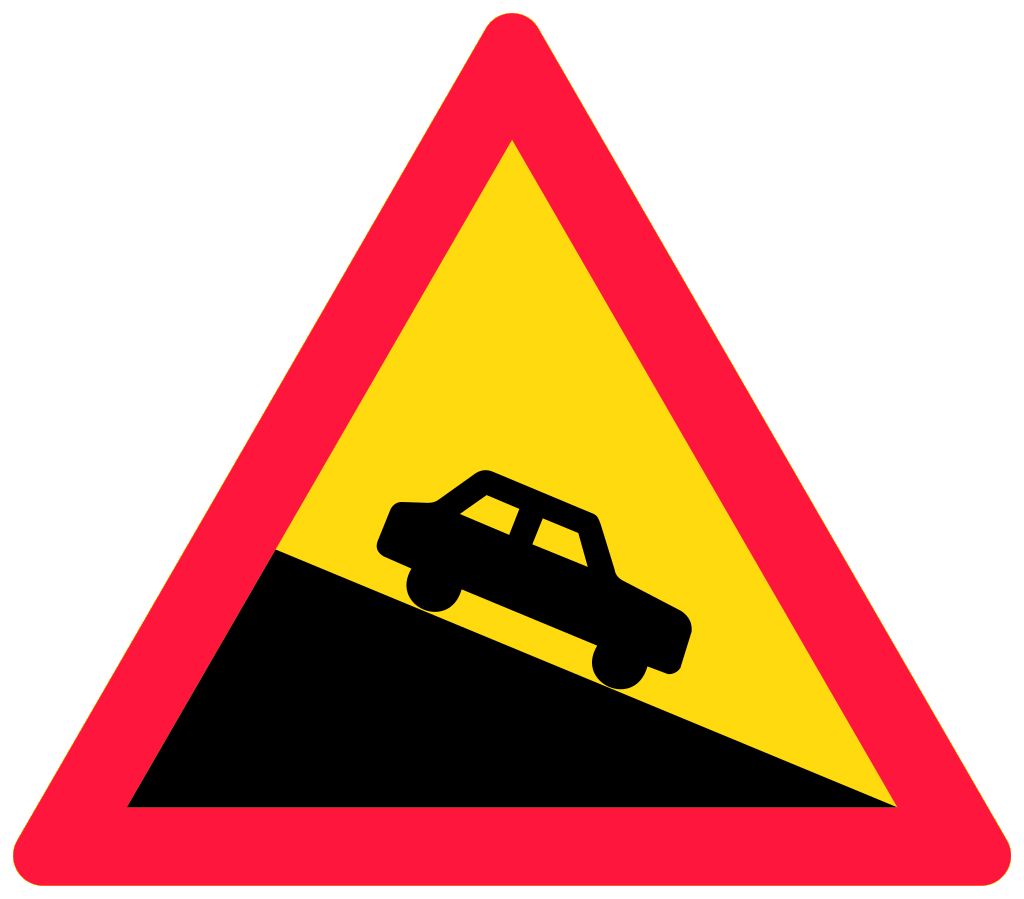
تپه شیب دار به سمت پایین (۱۹۸۲–۱۹۹۴)
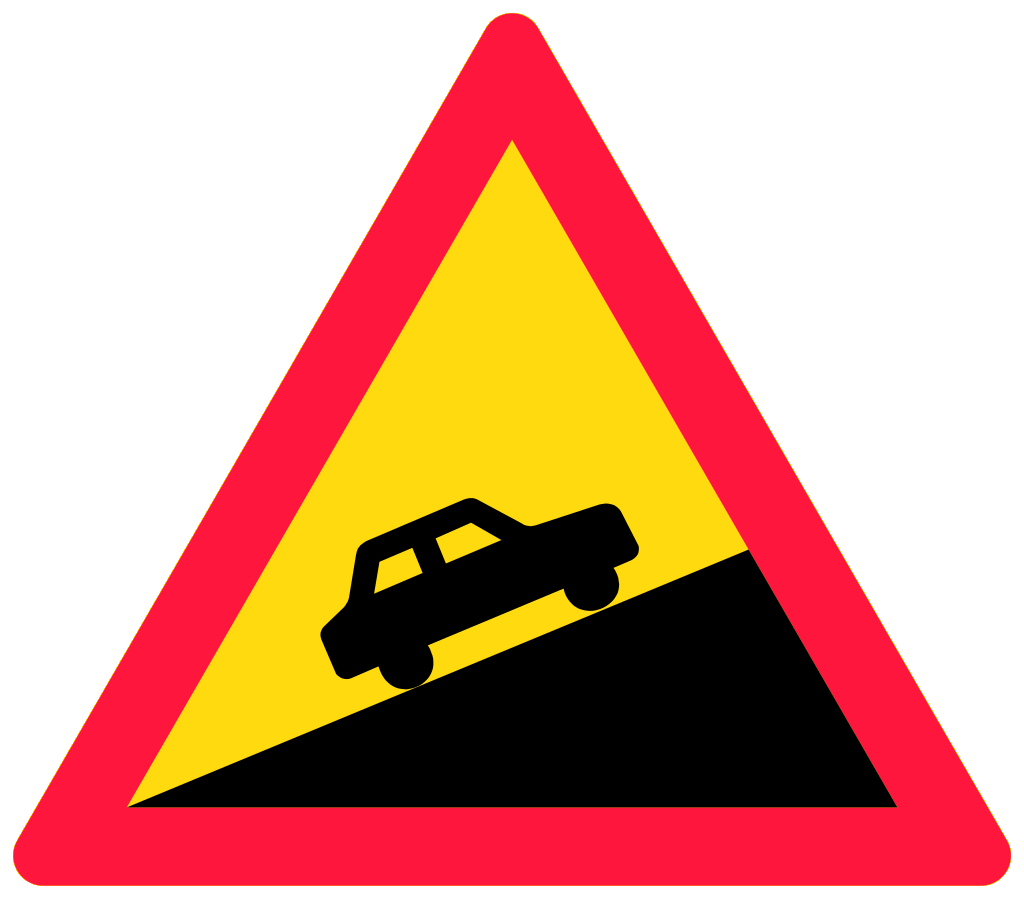
تپه شیب دار به سمت بالا (۱۹۸۲–۱۹۹۴)
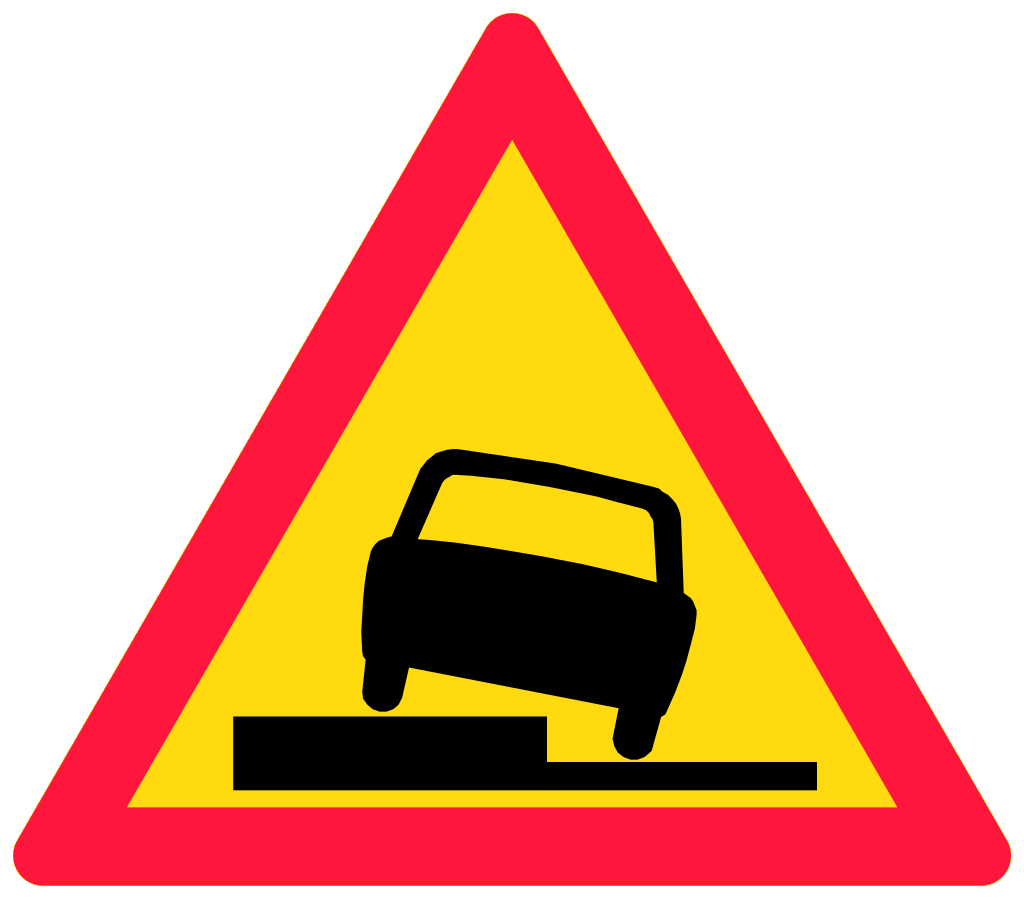
لبه بلند روسازی (۱۹۸۲–۱۹۹۴)
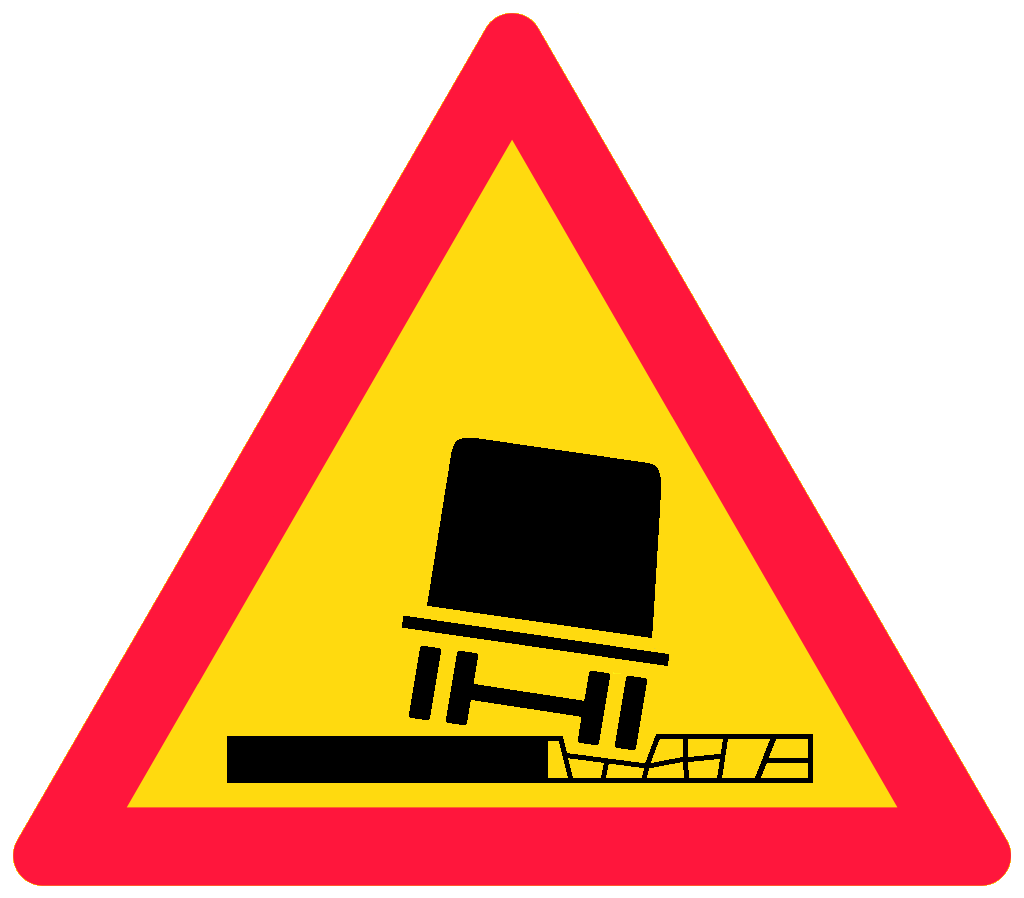
شانه ضعیف (۱۹۸۲-۱۹۹۴)
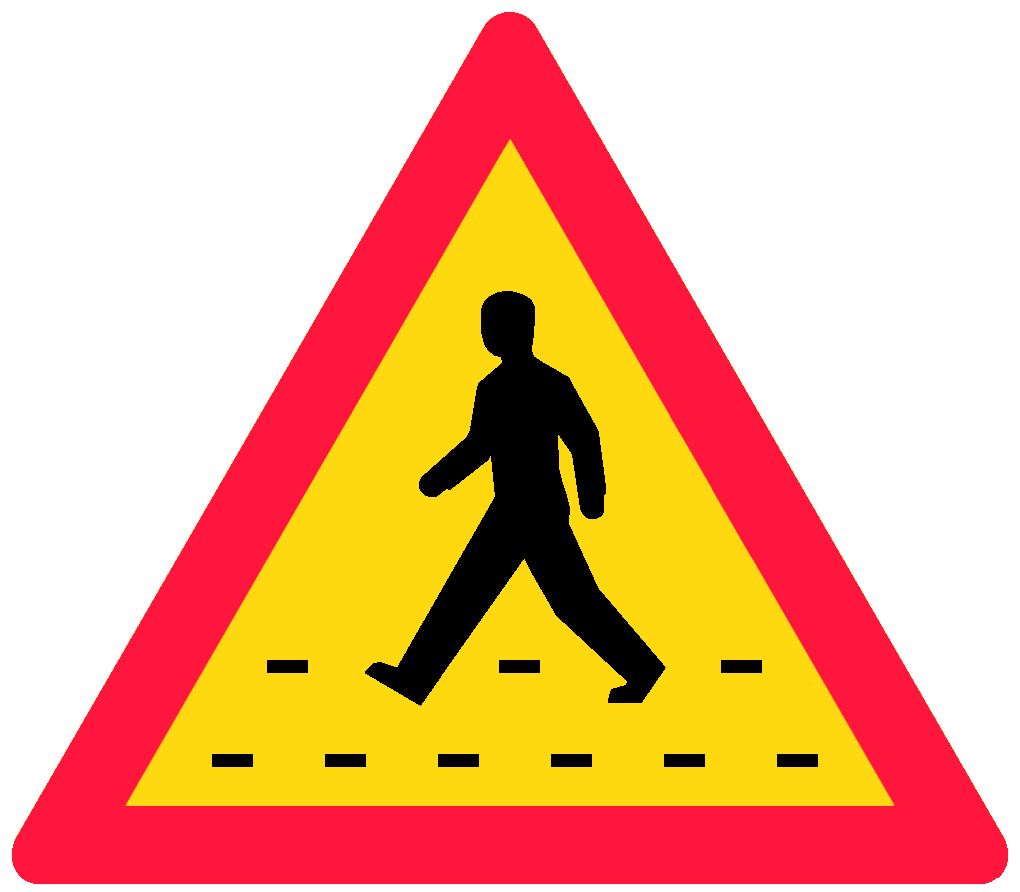
عبور عابر پیاده (۱۹۶۹-۱۹۸۰)
کودکان (۱۹۵۷-۱۹۷۴)
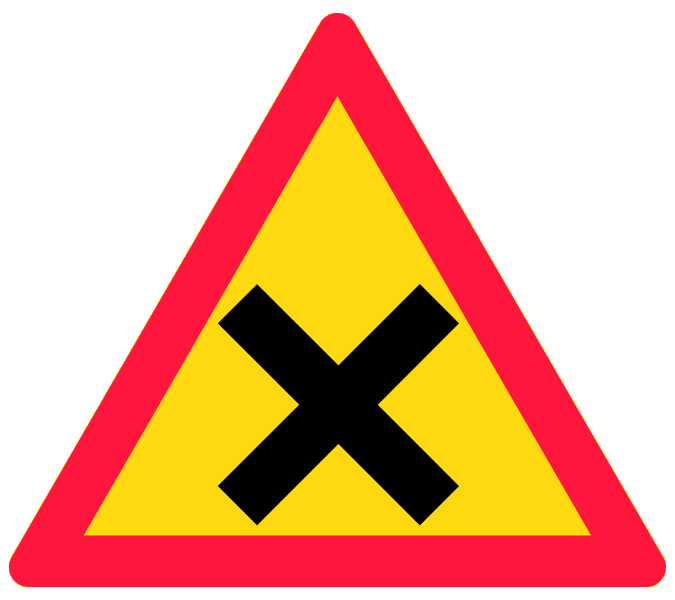
تقاطع (۱۹۳۷-۱۹۹۴)
تراموا (۱۹۵۷-۱۹۸۲)
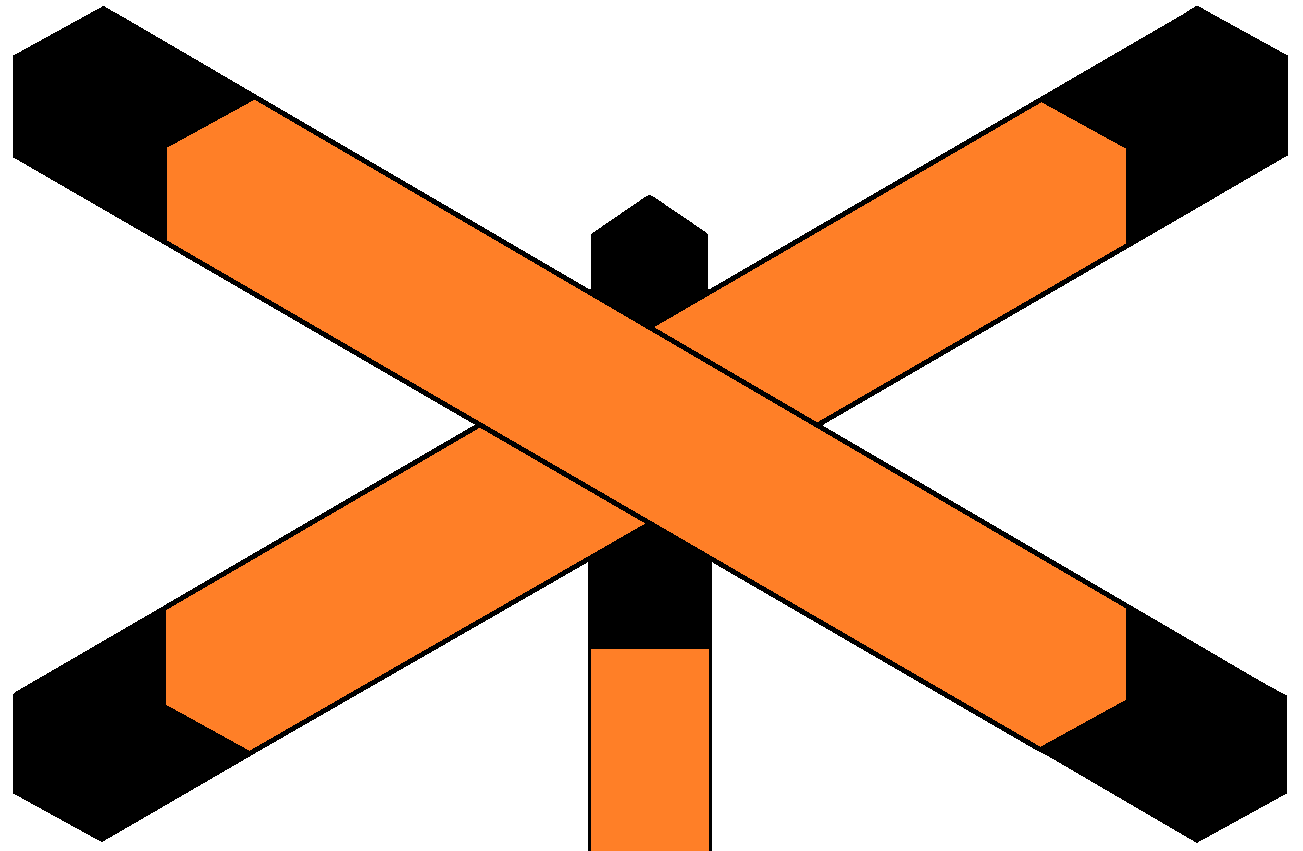
تقاطع همسطح تک خطه (۱۹۳۲-۱۹۷۴)
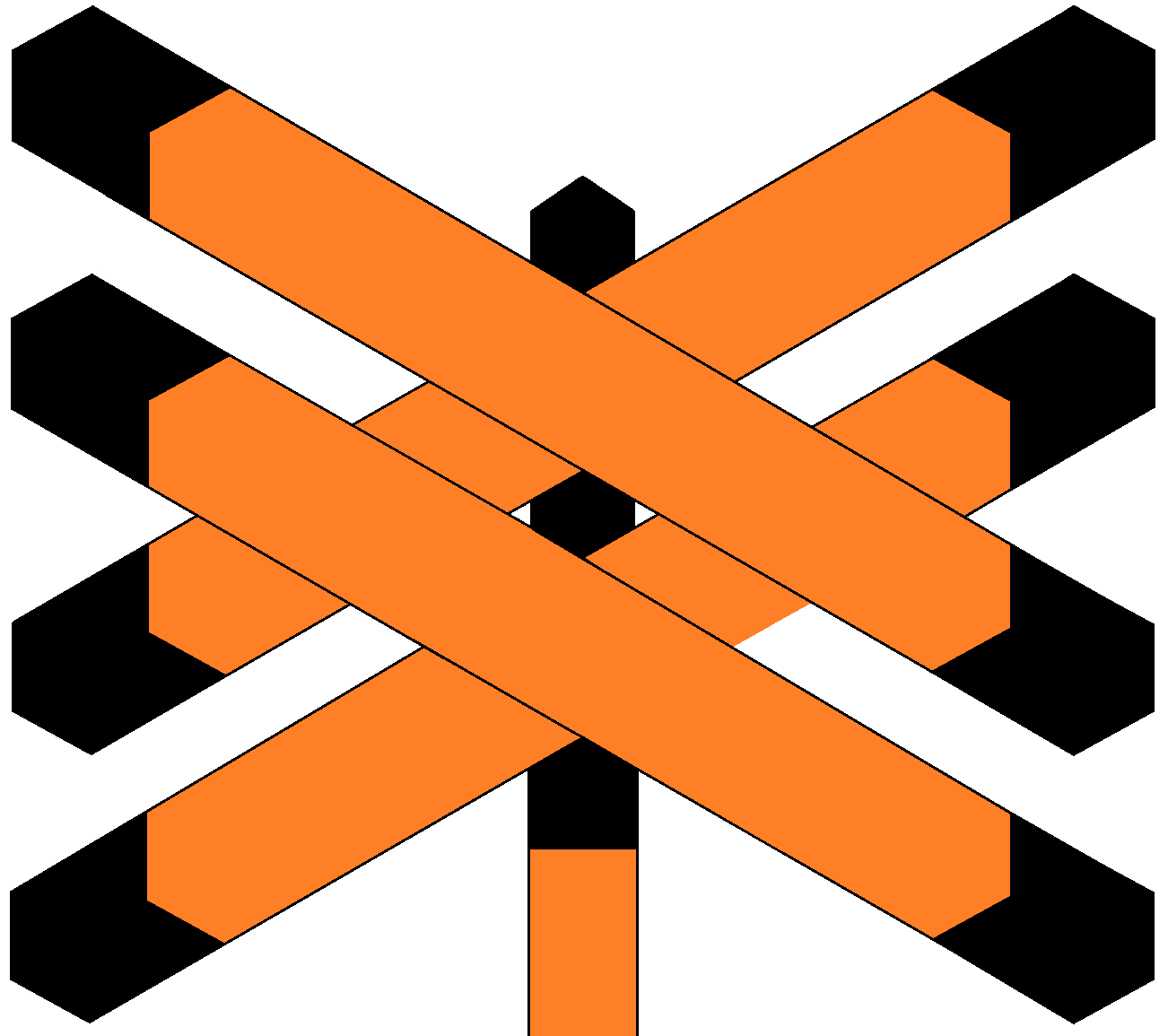
گذرگاه همسطح چندخطه (1932-1974)
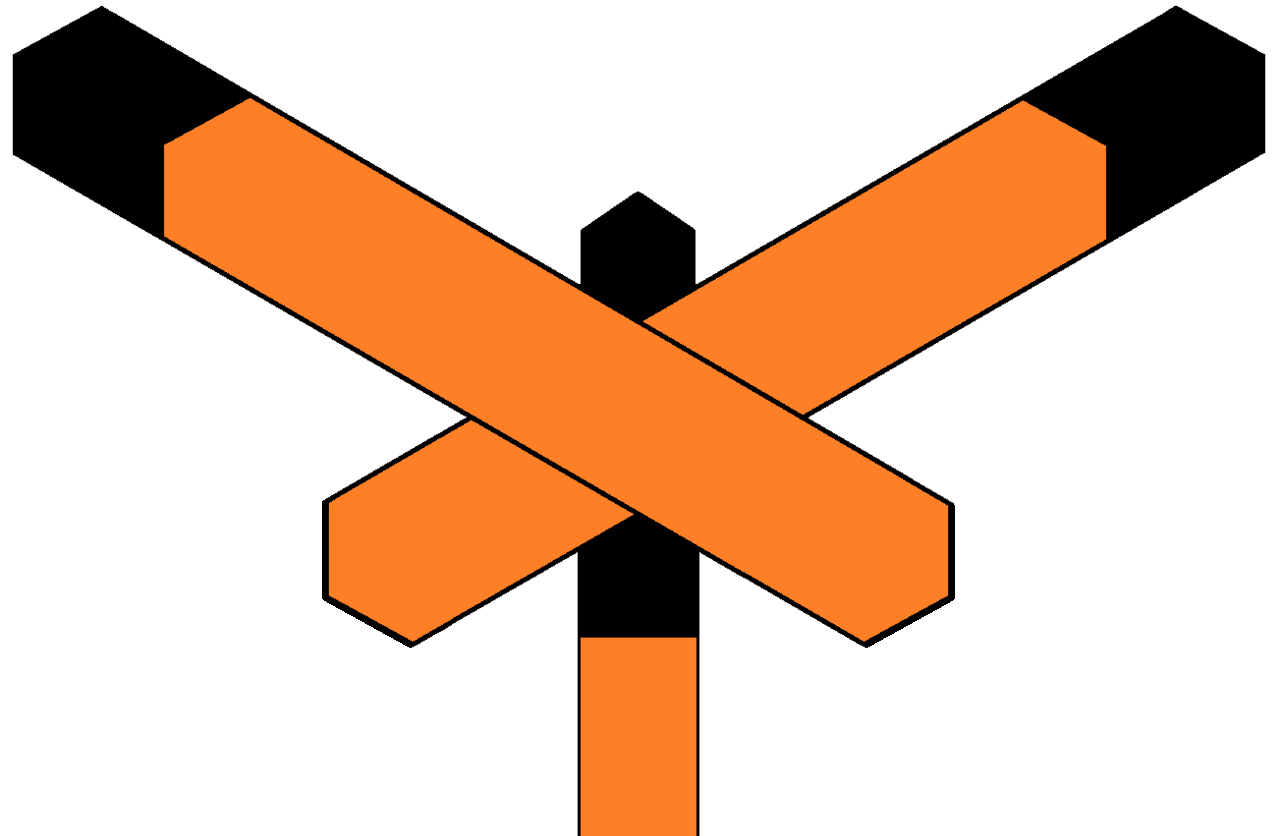
جلوی گذرگاه همسطح (1932-1970)
سایر خطرات (1937-1994)

### نشان‌های اولویت

جاده اولویت (۱۹۳۹-۱۹۵۷)
پایان جاده اولویت (۱۹۳۹-۱۹۵۷)
راه بدهید (۱۹۳۷–۱۹۹۴)
ایست (۱۹۵۷–۱۹۷۱)

### نشان‌های ممنوعیت

در هر دو جهت برای همه وسایل نقلیه بسته است (۱۹۳۷–۱۹۹۴)
ورود وسایل نقلیه موتوری ممنوع (۱۹۳۷–۱۹۵۷)
ورود وسایل نقلیه موتوری ممنوع (۱۹۵۷–۱۹۸۲)
ورود ماشین ممنوع (۱۹۳۷–۱۹۵۷)
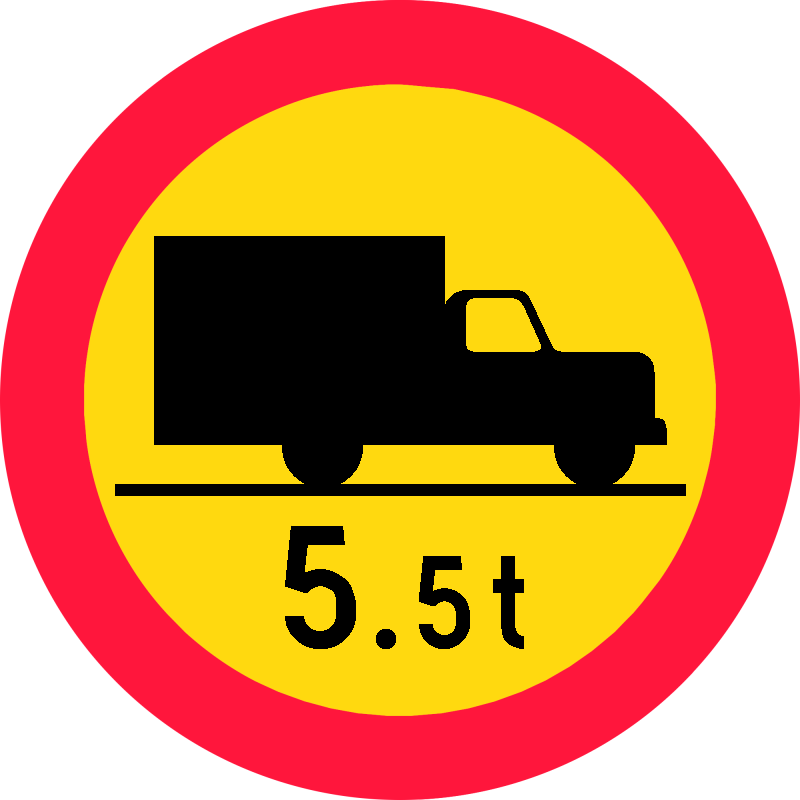
کامیون ممنوع (۱۹۵۷–۱۹۸۲)
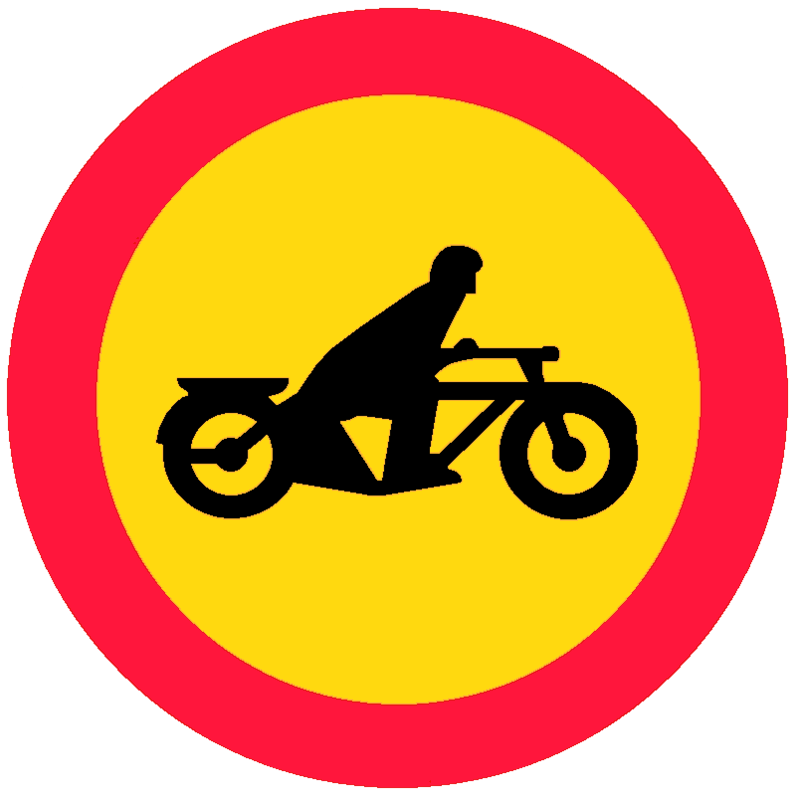
موتورسیکلت ممنوع (۱۹۵۷–۱۹۸۲)
دوچرخه ممنوع (۱۹۵۷–۱۹۸۲)
عابر پیاده ممنوع (۱۹۶۹–۱۹۸۲)
ورود ممنوع (۱۹۳۰–۱۹۳۷)
ورود ممنوع (۱۹۳۷–۱۹۹۵)
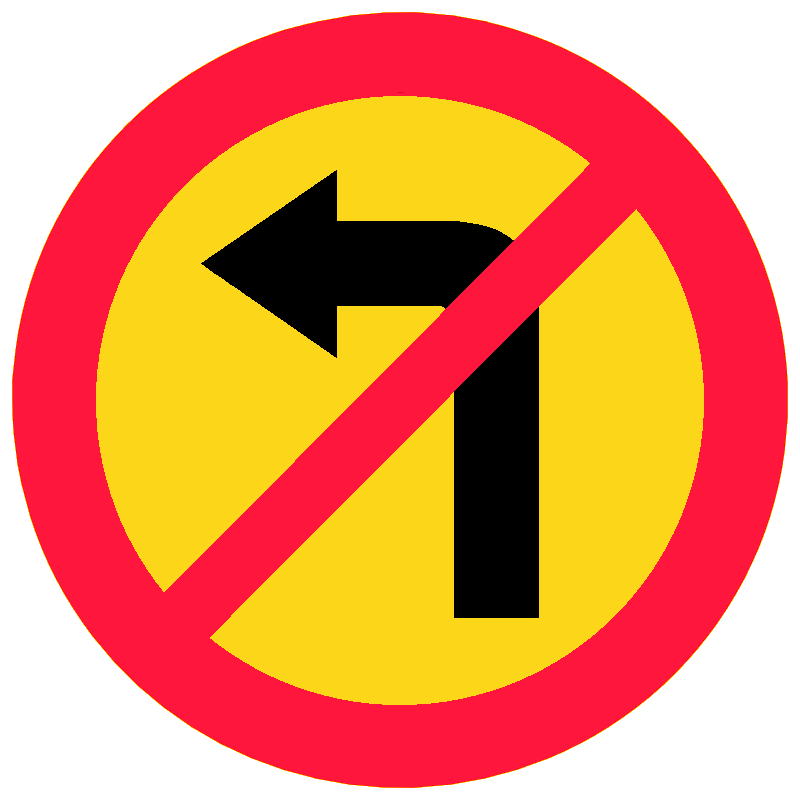
گردش به چپ ممنوع (۱۹۵۷–۱۹۸۲)
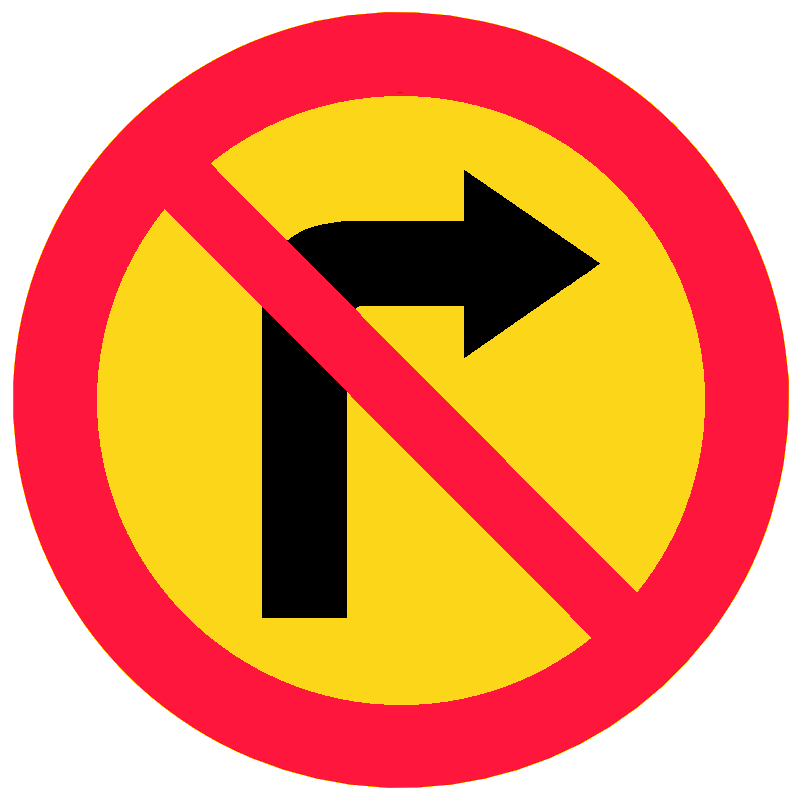
گردش به راست ممنوع (۱۹۵۷–۱۹۸۲)
سبقت ممنوع (۱۹۳۷–۱۹۵۷)
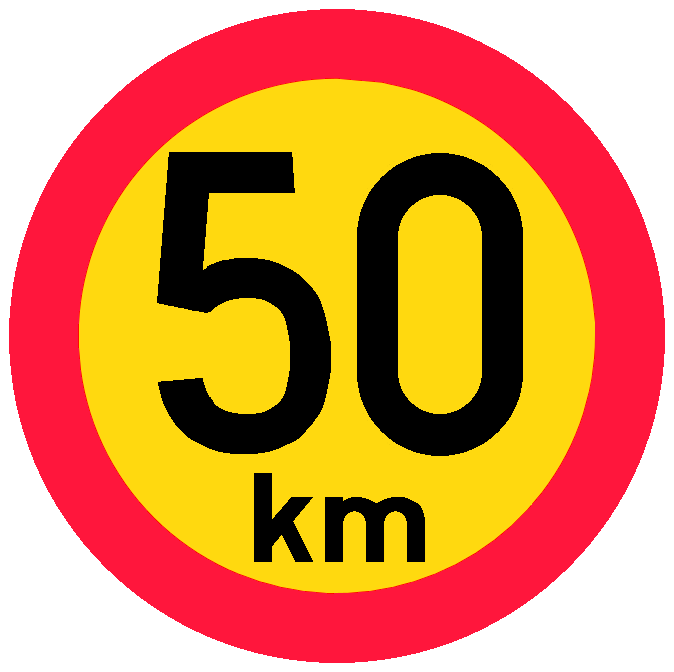
محدودیت سرعت (۱۹۳۷–۱۹۶۹)
پایان محدودیت سرعت (۱۹۵۷–۱۹۶۹)
توقف یا پارک ممنوع (۱۹۳۷–۱۹۶۹)
پارکینگ ممنوع (۱۹۳۰–۱۹۳۷)
پارکینگ ممنوع (۱۹۳۷–۱۹۶۹)
منطقه انتظار تاکسی (۱۹۸۲–۱۹۹۴)
منطقه توقف تاکسی (۱۹۸۲–۱۹۹۴)
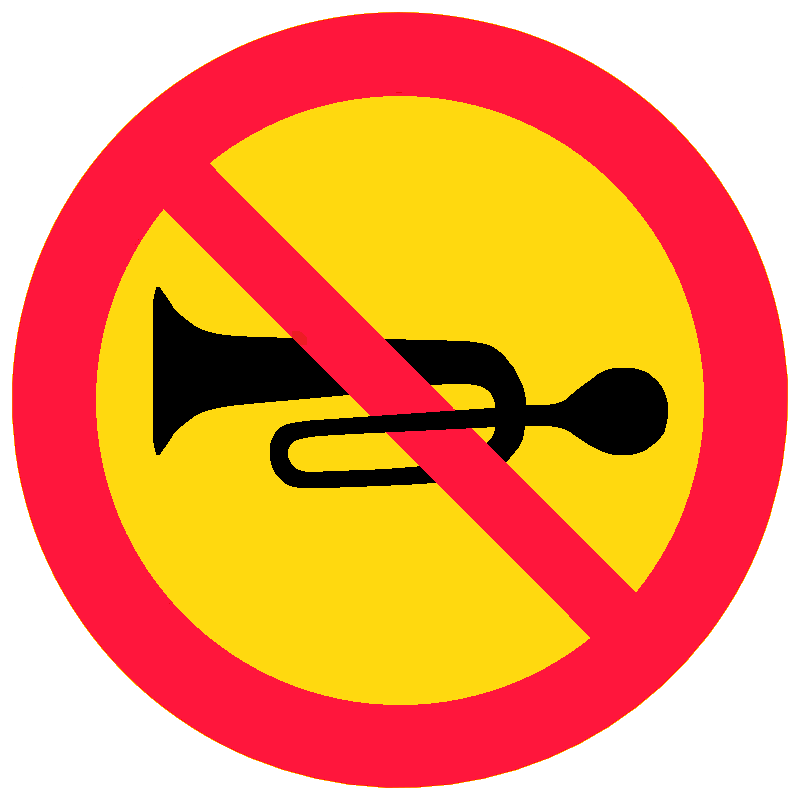
بوق ممنوع (۱۹۳۷–۱۹۵۷)
منطقه پارکینگ با تاریخ جایگزین (۱۹۸۲–۱۹۹۴)
پایان منطقه پارکینگ با تاریخ جایگزین (۱۹۸۲–۱۹۹۴)

### نشان‌های اجباری

جهت حرکت (فقط به راست بپیچید) (۱۹۳۷–۱۹۵۷)
جهت حرکت (فقط به راست بپیچید) (۱۹۵۷–۱۹۷۴)
جهت حرکت (فقط به چپ بپیچید) (۱۹۳۷–۱۹۵۷)
جهت حرکت (فقط به چپ بپیچید) (۱۹۵۷-۱۹۷۴)
میدان اجباری (۱۹۳۷-۱۹۵۷)
میدان اجباری (۱۹۵۷-۱۹۸۲)
از این سمت (سمت راست) (۱۹۵۷-۱۹۷۴) عبور کنید
از این سمت (سمت چپ) (۱۹۵۷-۱۹۷۴) عبور کنید
از هر دو طرف عبور کنید (۱۹۵۷-۱۹۷۴)
مسیر پیاده‌روی (۱۹۳۷-۱۹۵۷)
مسیر پیاده‌روی (۱۹۵۷-۱۹۷۴)
مسیر پیاده‌روی (۱۹۷۴-۱۹۸۲)
مسیر دوچرخه‌سواری (۱۹۳۷-۱۹۵۷)
مسیر دوچرخه‌سواری (۱۹۵۷–۱۹۷۴)
مسیر دوچرخه (۱۹۷۴-۱۹۸۲)

### نشان‌های مقررات ویژه

عبور عابر پیاده (۱۹۵۷–۱۹۷۴)
عبور عابر پیاده (۱۹۷۴–۱۹۸۵)
پارکینگ (۱۹۳۷–۱۹۷۴)
محل عبور (در جاده‌های باریک) (۱۹۳۷–۱۹۷۴)
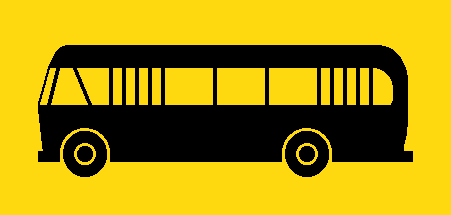
ایستگاه اتوبوس (محلی) (۱۹۵۷–۱۹۷۴)
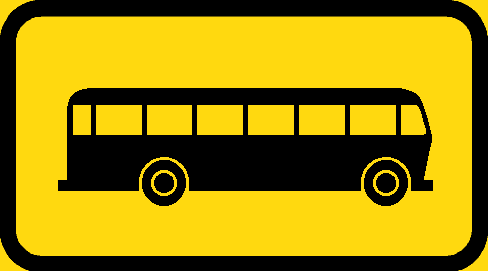
ایستگاه اتوبوس (محلی) (۱۹۷۴–۱۹۹۴)
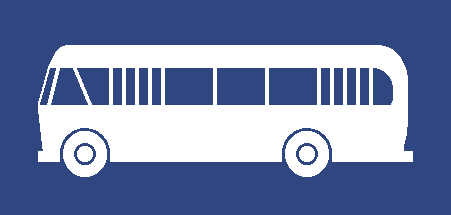
ایستگاه اتوبوس (راه دور) (۱۹۵۷–۱۹۷۴)
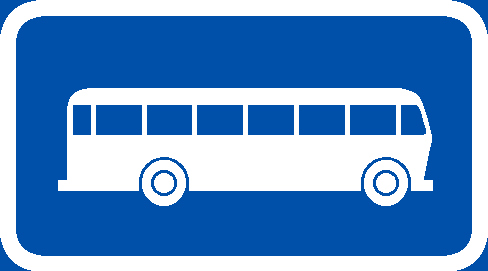
ایستگاه اتوبوس (راه دور) (۱۹۷۴–۱۹۹۴)
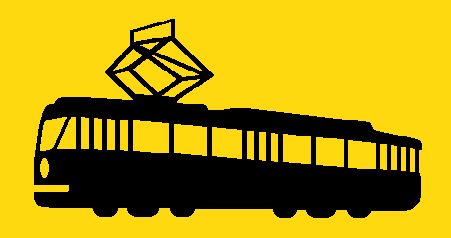
ایستگاه تراموا (۱۹۵۷-۱۹۷۴)
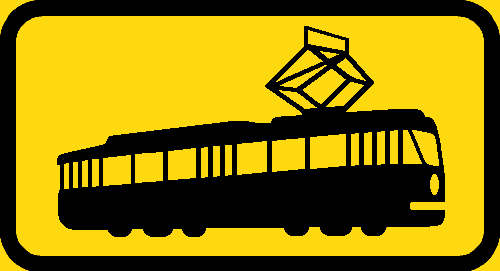
ایستگاه تراموا (۱۹۷۴-۱۹۸۲)
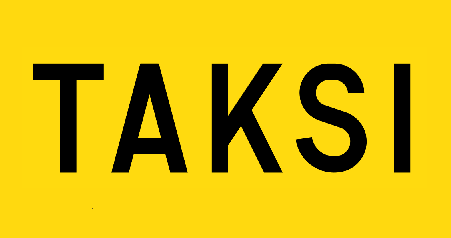
ایستگاه تاکسی (۱۹۵۷-۱۹۷۴)
ایستگاه تاکسی (۱۹۷۴-۱۹۹۴)
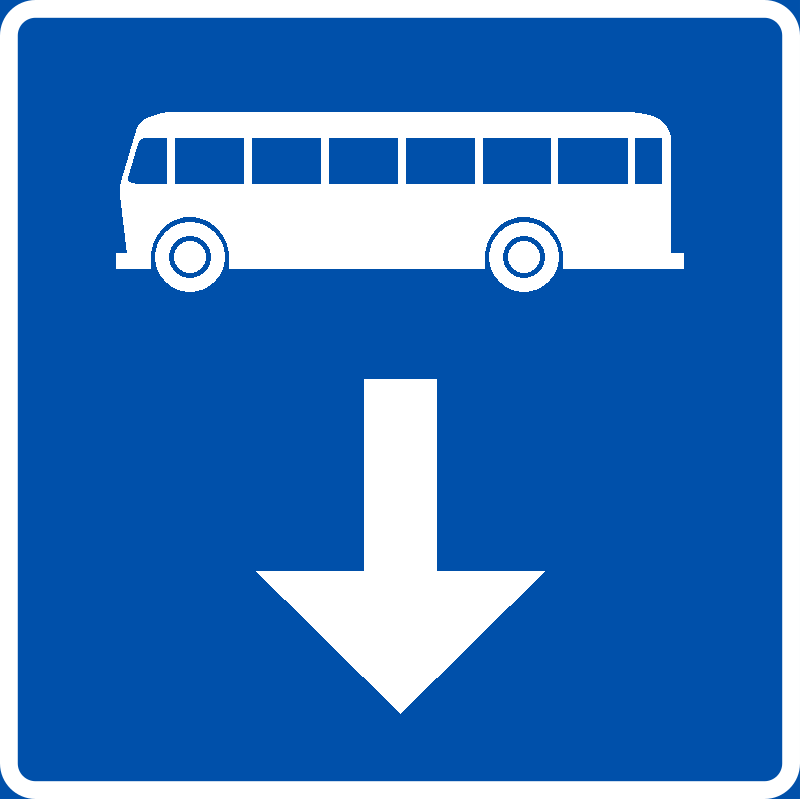
خط اتوبوس (۱۹۷۲-۱۹۹۴)
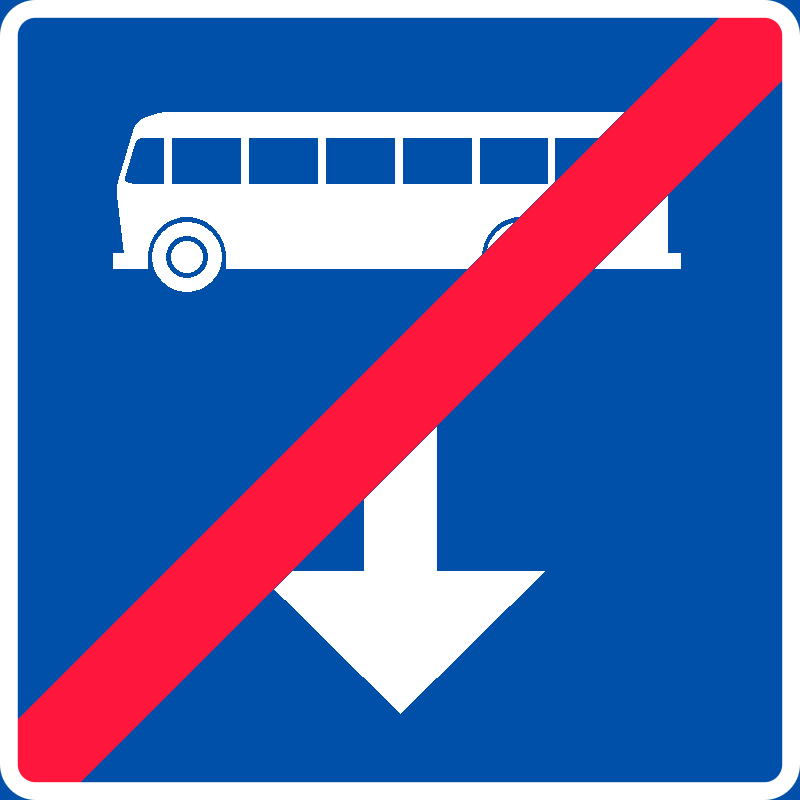
پایان خط اتوبوس (۱۹۷۲-۱۹۹۴)
خیابان یک طرفه (۱۹۵۷-۱۹۸۲)
بزرگراه (۱۹۶۲-۱۹۸۲)
پایان بزرگراه (۱۹۶۲-۱۹۸۲)

### نشان‌های اطلاعاتی

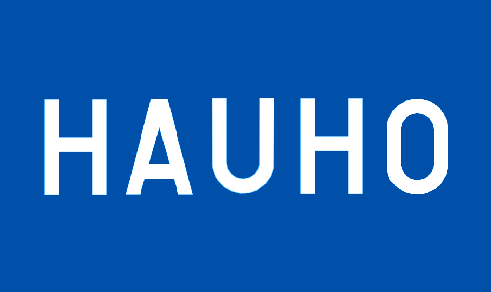
نام مکان (۱۹۳۷-۱۹۹۴)
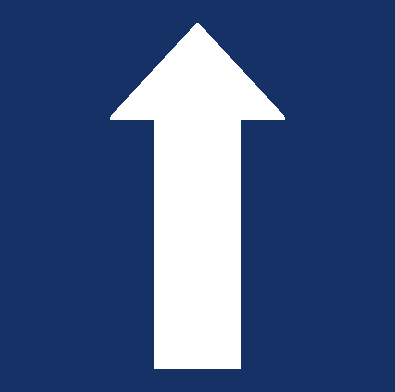
پیش‌انتخاب خط (۱۹۵۷-۱۹۸۲)
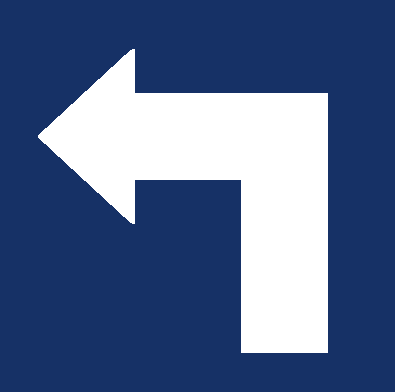
پیش‌انتخاب خط (۱۹۵۷-۱۹۸۲)
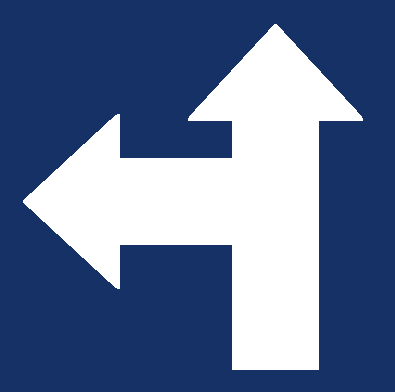
پیش‌انتخاب خط (۱۹۵۷–۱۹۸۲)
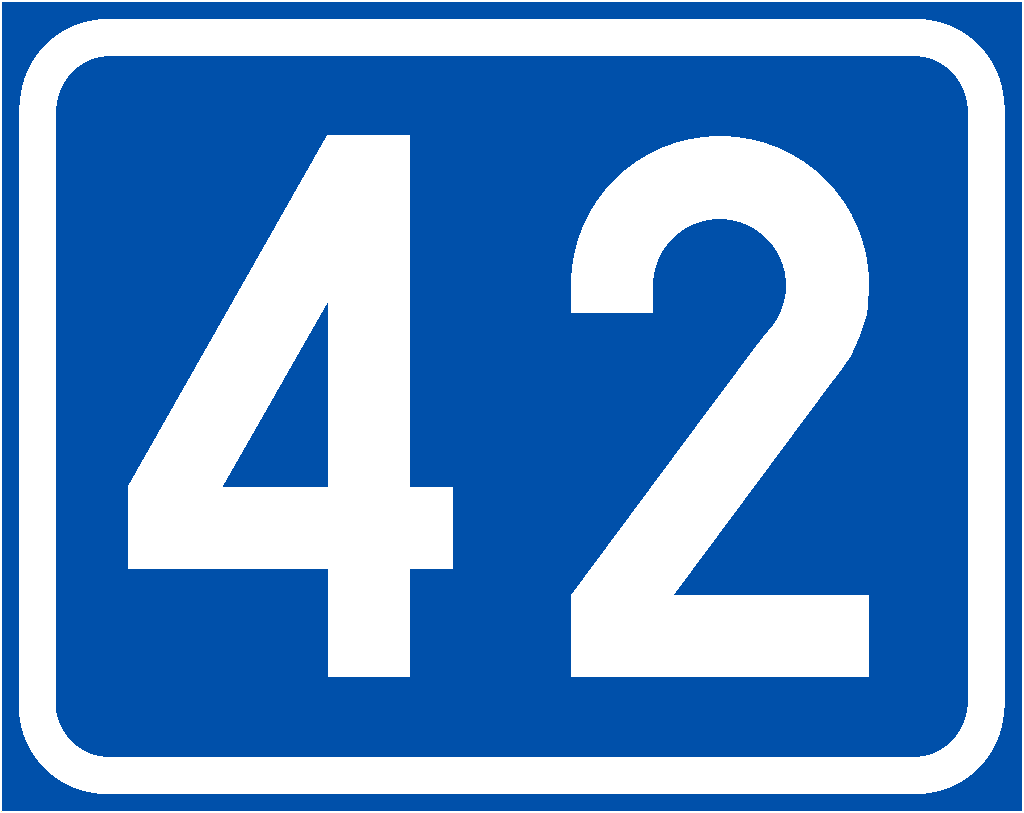
شماره جاده (جاده فرعی؛ جاده اصلی، کلاس II؛ ۴۰–۹۹) (۱۹۳۷-۱۹۹۴)
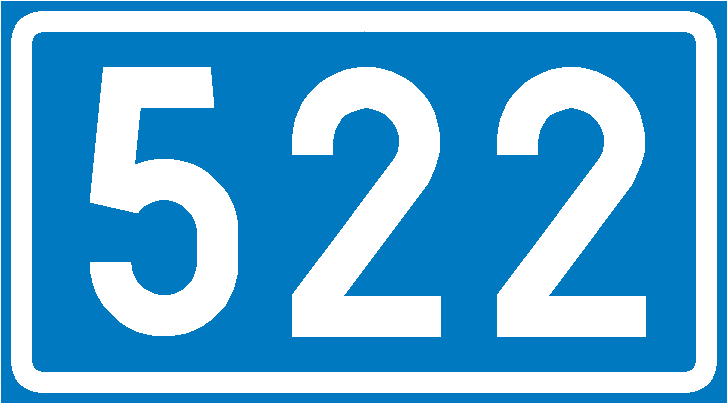
شماره جاده (جاده منطقه‌ای؛ ۱۰۰–۹۹۹) (دهه ۱۹۶۰–۱۹۹۴)
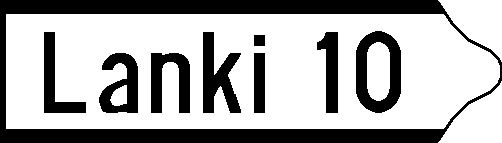
تابلوی جهت (دهه ۱۹۳۷–۱۹۶۰)
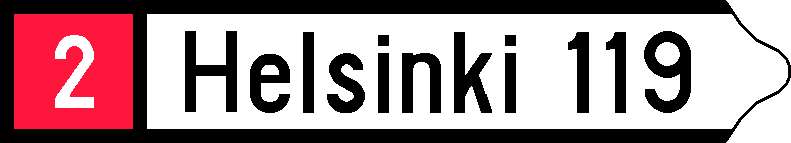
تابلوی جهت که بزرگراه‌ها را نشان می‌دهد (دهه ۱۹۳۷–۱۹۶۰)
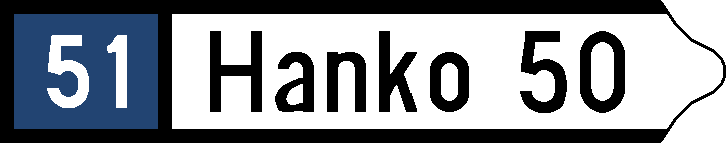
تابلوی جهت که جاده‌های اصلی را نشان می‌دهد (دهه ۱۹۳۷–۱۹۶۰)
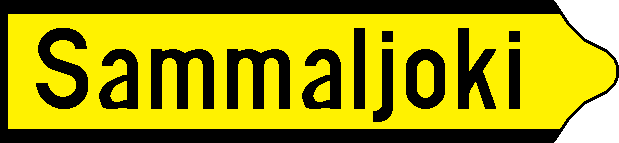
تابلوی جهت در روستاها یا جاده‌های شهری (۱۹۳۷–۱۹۶۰)
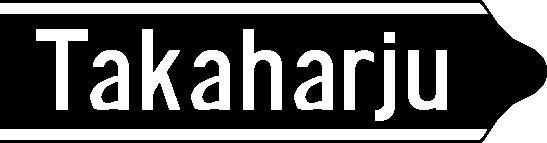
تابلوی جهت در جاده‌های خصوصی (۱۹۳۷–۱۹۶۰)
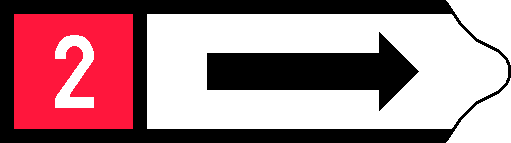
تابلوی جهت در جاده‌های محلی (۱۹۳۷–۱۹۶۰)
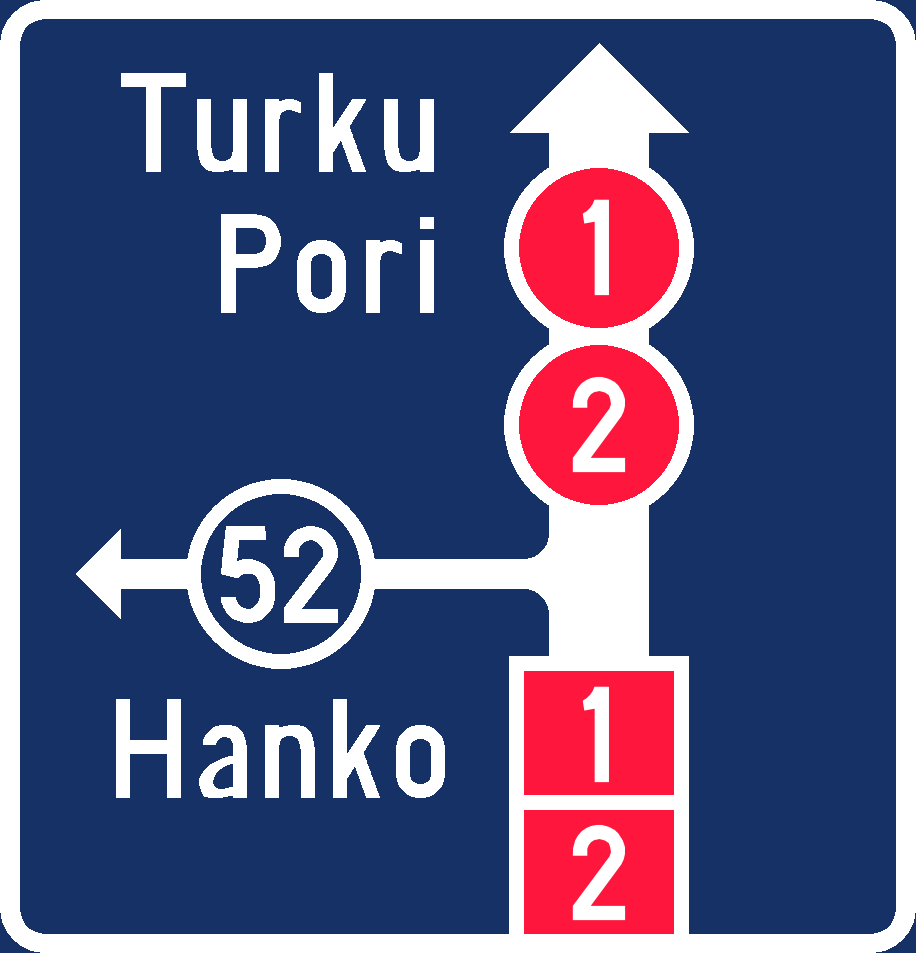
تابلوی جهت پیشروی (۱۹۵۷–۱۹۶۰)
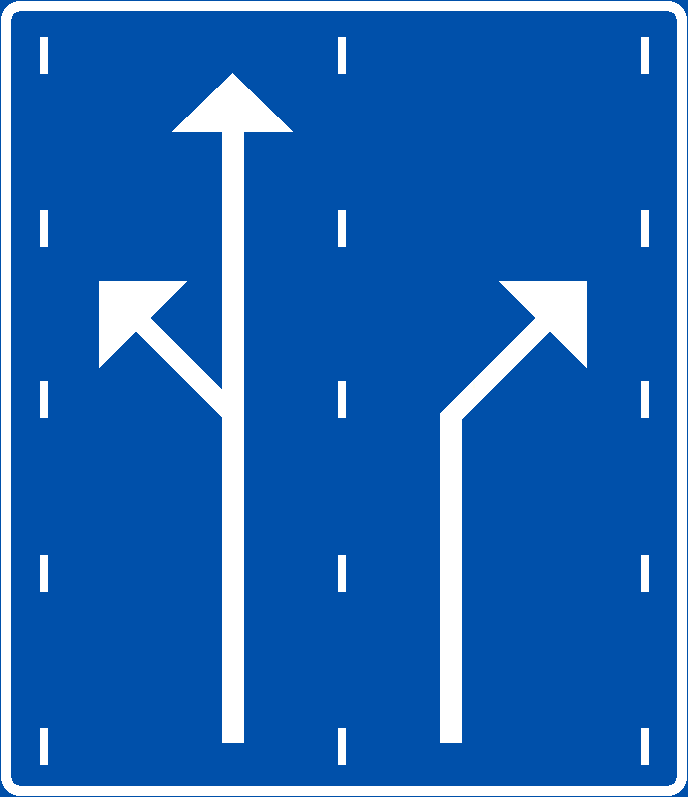
اطلاعات مربوط به خطوط ترافیکی (۱۹۶۹–۱۹۸۲)
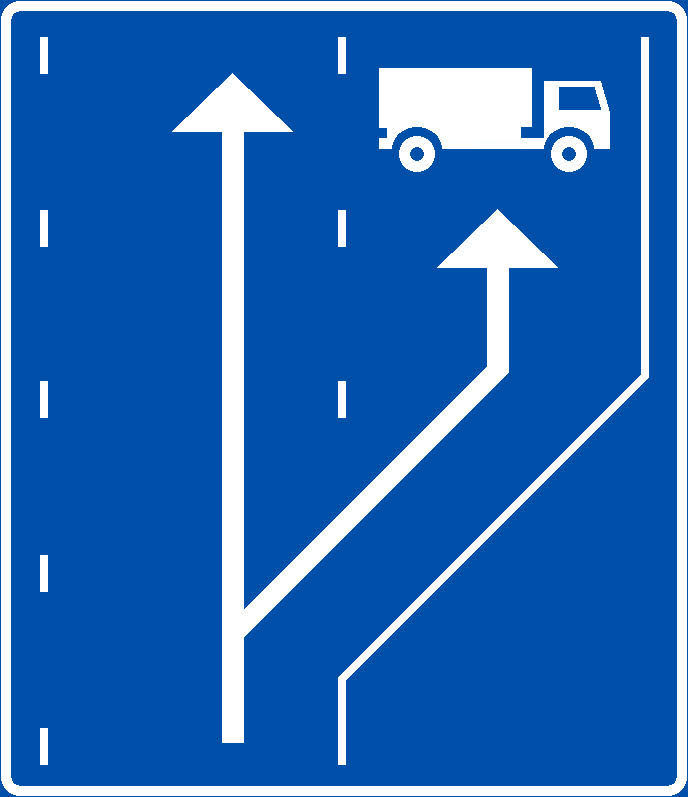
خط خزش (۱۹۷۴–۱۹۸۲)
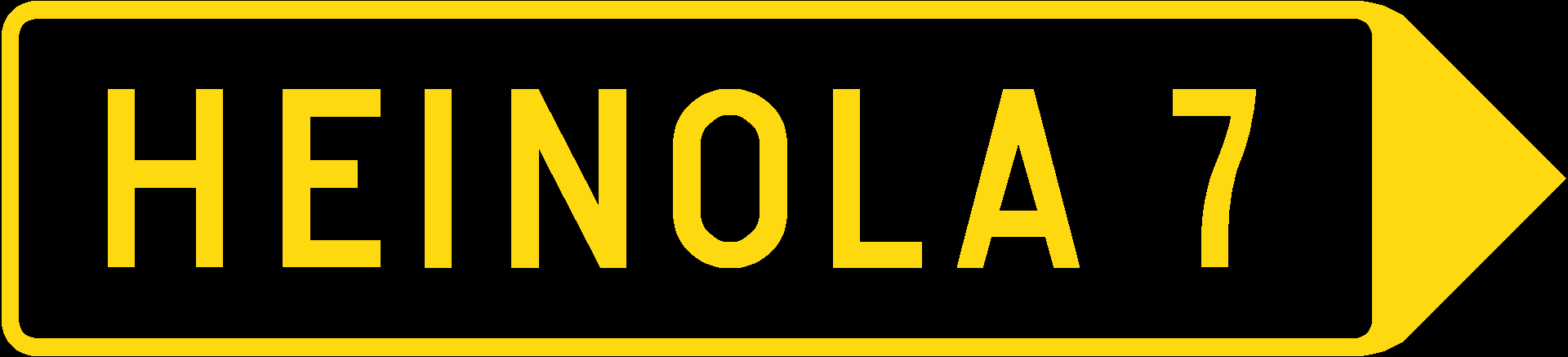
تابلوی جهت برای انحراف (۱۹۷۰–۱۹۹۴)
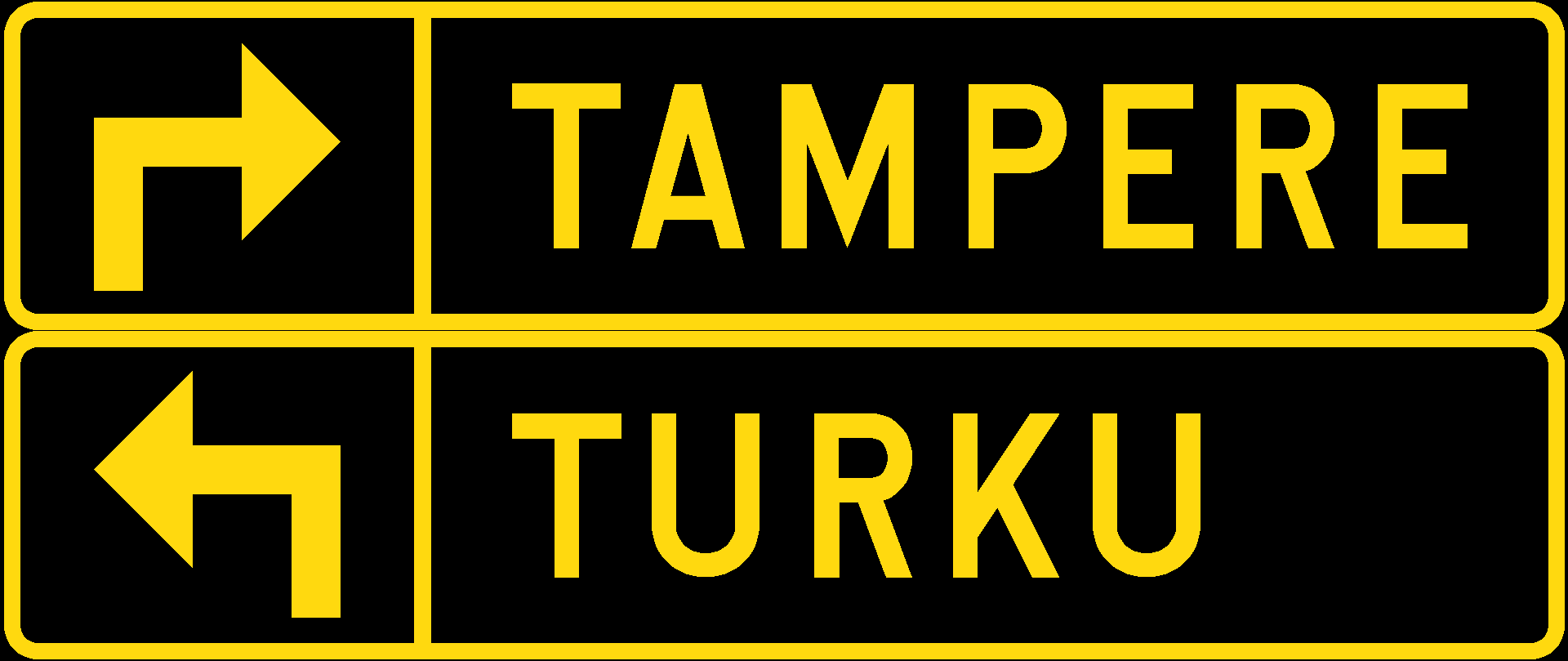
علامت مشاوره برای مسیر انحرافی (۱۹۷۰-۱۹۹۴)
انحراف (۱۹۷۰-۱۹۸۲)
انحراف (۱۹۸۲–۱۹۹۴)
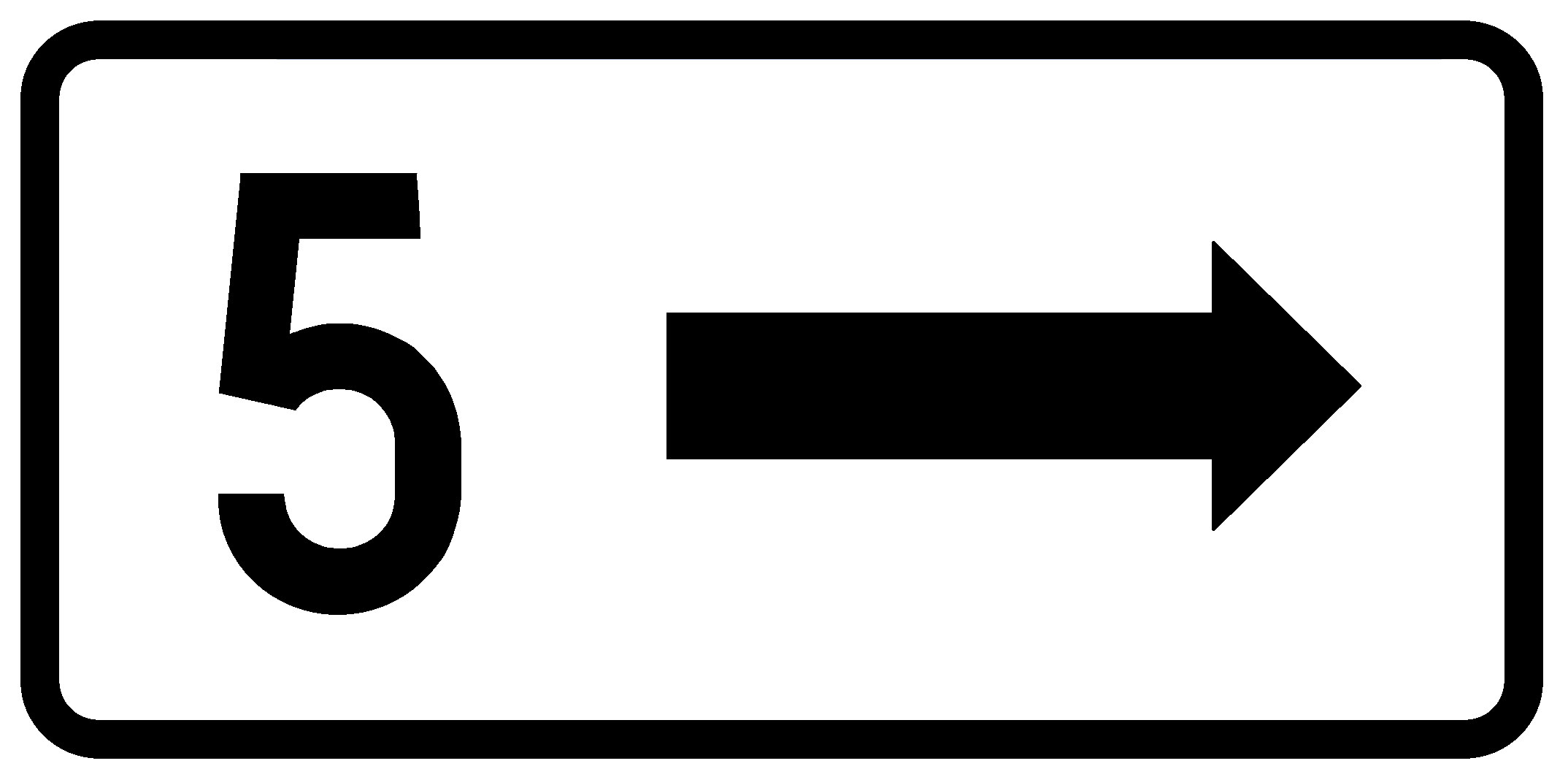
مسیر جاده شماره گذاری شده (۱۹۳۷-۱۹۹۴)
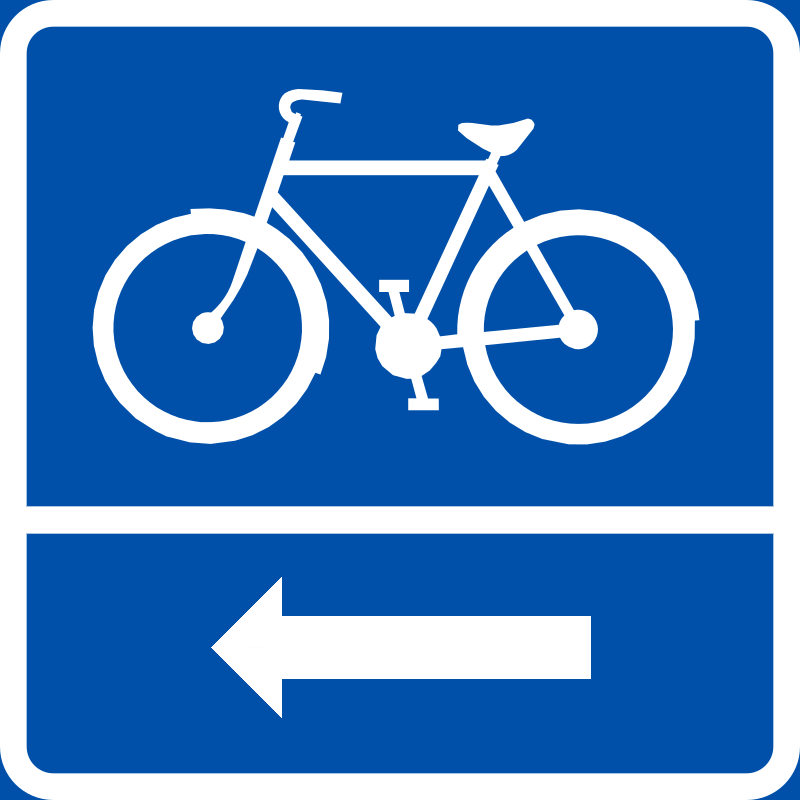
مسیر دوچرخه‌سواری (۱۹۷۴–۱۹۸۲)
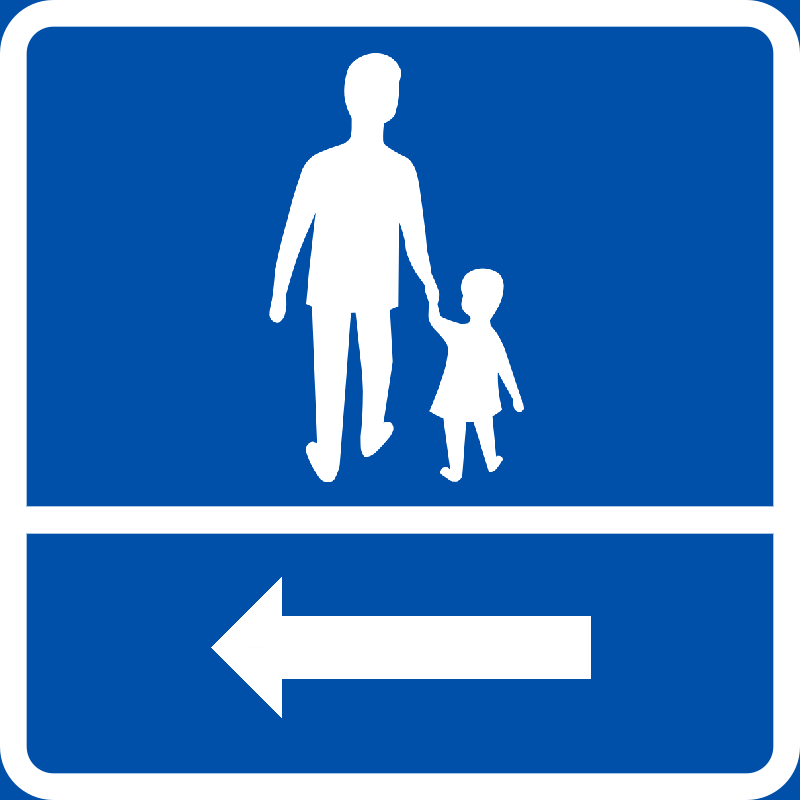
مسیر عابر پیاده (۱۹۷۴–۱۹۸۲)

### نشان‌های خدمات

مسیر گردشگری (۱۹۹۵–۲۰۰۷)
نقطه اطلاعات (۱۹۶۹–۲۰۰۷)
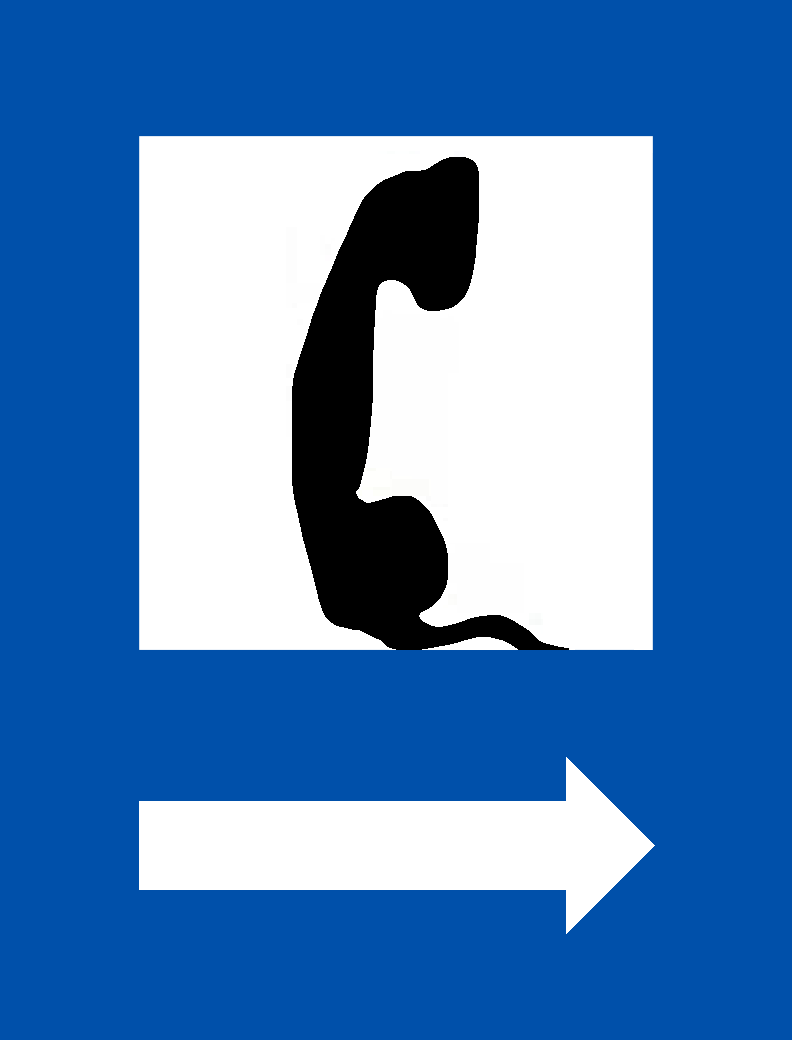
تلفن (۱۹۵۷–۱۹۸۲)
تلفن (۱۹۸۲–۲۰۰۷)
تلفن اضطراری (۱۹۷۸–۲۰۰۷)
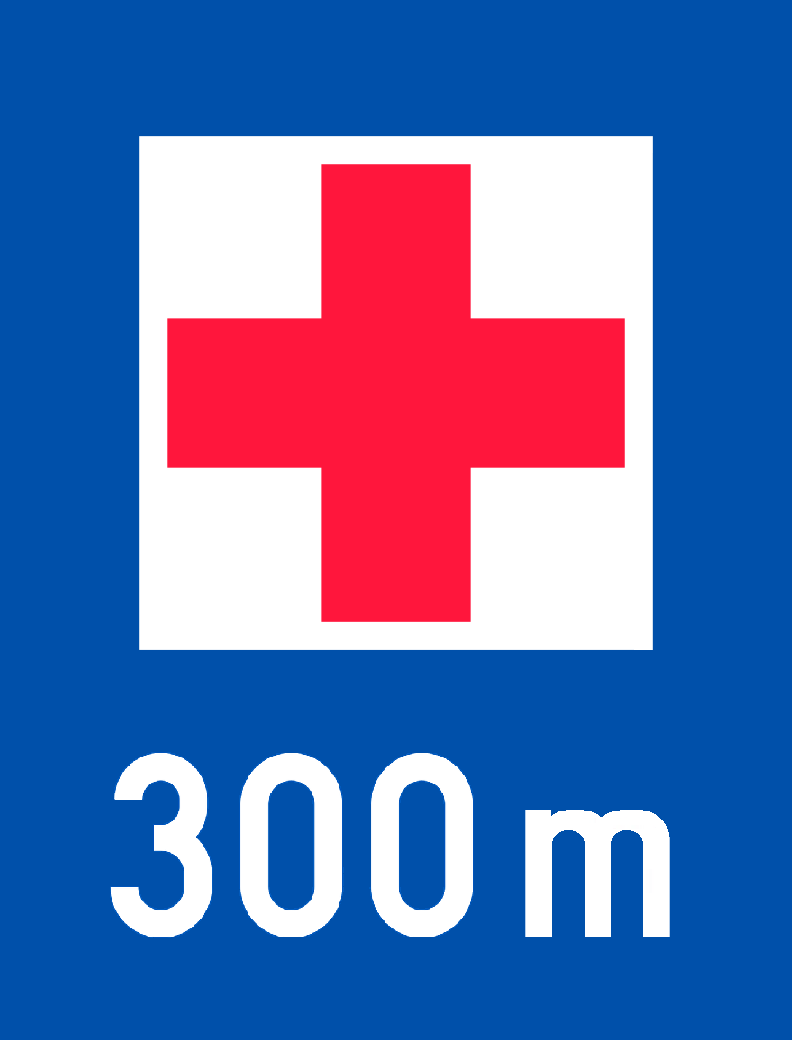
کمک‌های اولیه (۱۹۵۷–۱۹۷۸)
جاذبه گردشگری (۱۹۶۹–۲۰۰۷)
اقامتگاه کلبه‌ای (۱۹۸۲–۲۰۰۷)
محل شنا (۱۹۶۹–۲۰۰۷)
محل ماهیگیری (۱۹۸۲–۲۰۰۷)
تله اسکی (۱۹۸۲–۲۰۰۷)
فروش مستقیم (۱۹۹۴–۲۰۰۷)

## نشان‌های راهنمایی و رانندگی در اُلند

### علائم هشدار دهنده

کودکان
تقاطع بدون اولویت
تقاطع با اولویت
چراغ راهنمایی در پیش است
V26 مسیر ثبت وقایع
V29 سایر خطرات

### تابلوهای اولویت

Fö1 راه بدهید
Fö2 ایست
Fö3 جاده اولویت دار
Fö4 پایان جاده اولویت دار
Fö5 اولویت به ترافیک ورودی
Fö6 اولویت نسبت به ورودی ترافیک

### علائم ممنوعیت

ترافیک وسایل نقلیه ممنوع
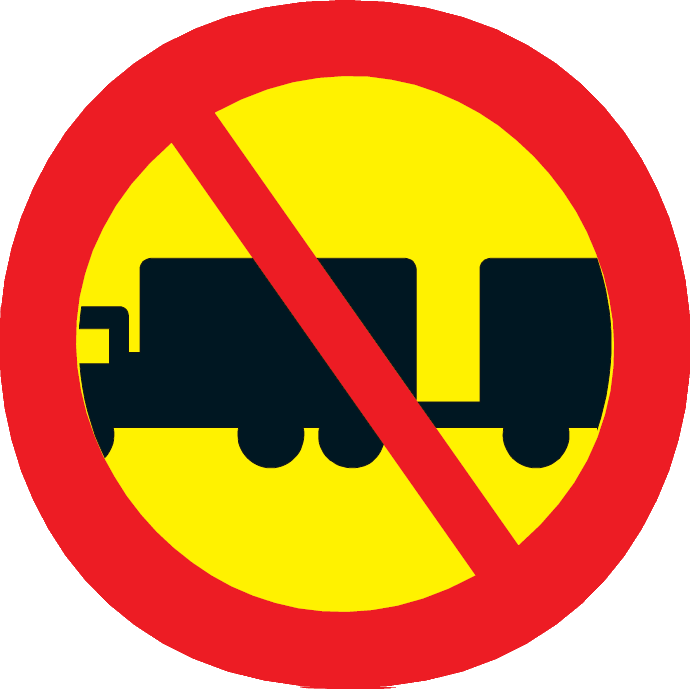
ورود ممنوع
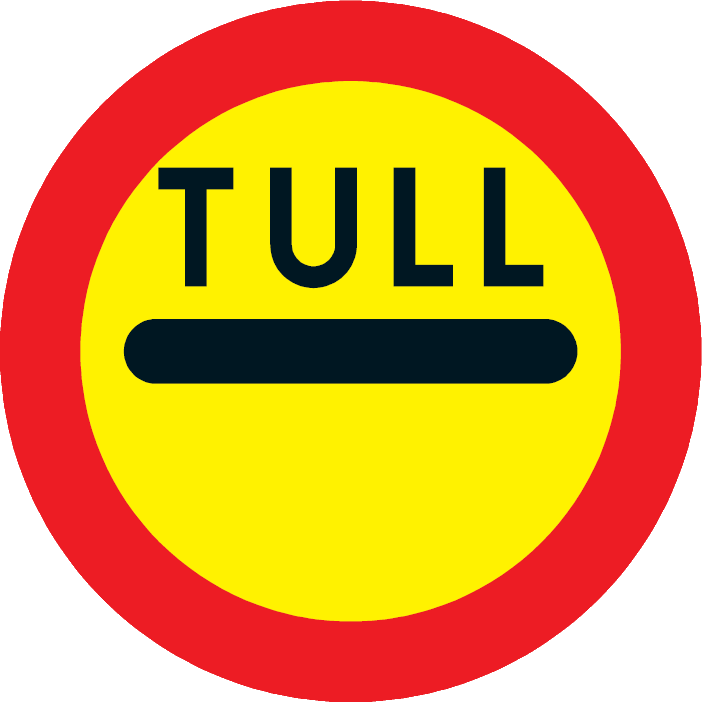
توقف در گمرک
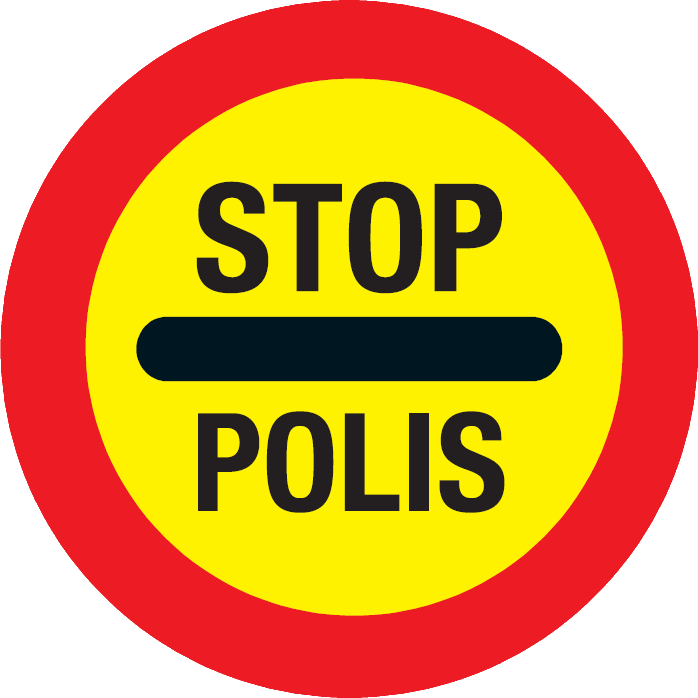
توقف ممنوع
پارکینگ ممنوع
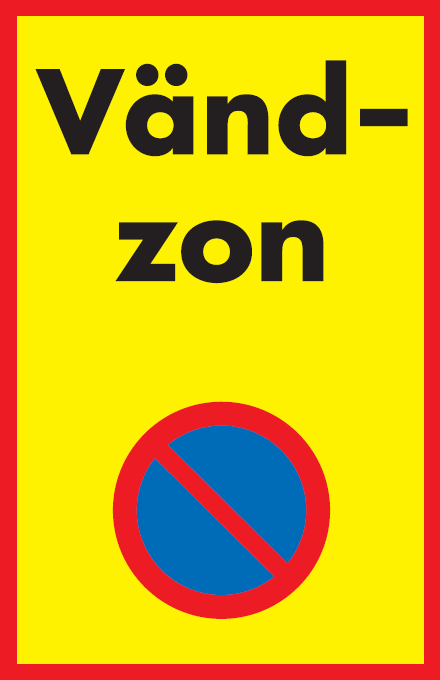
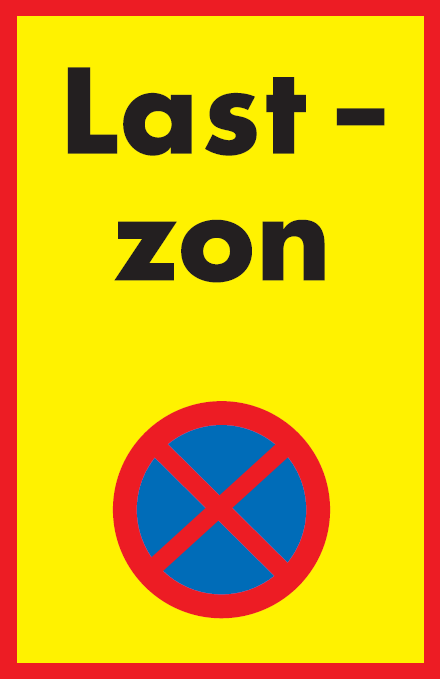
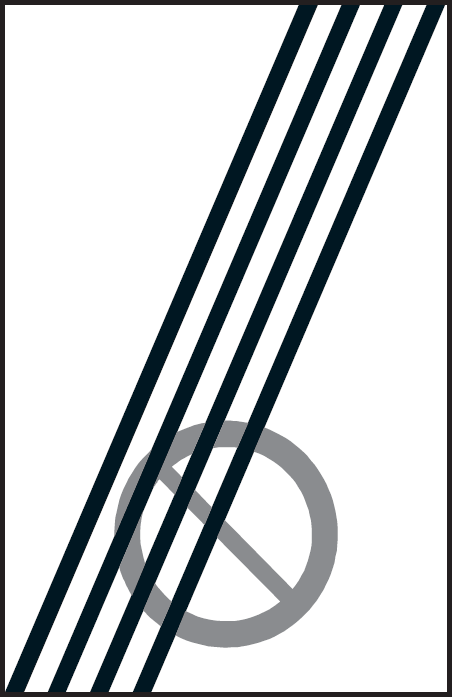
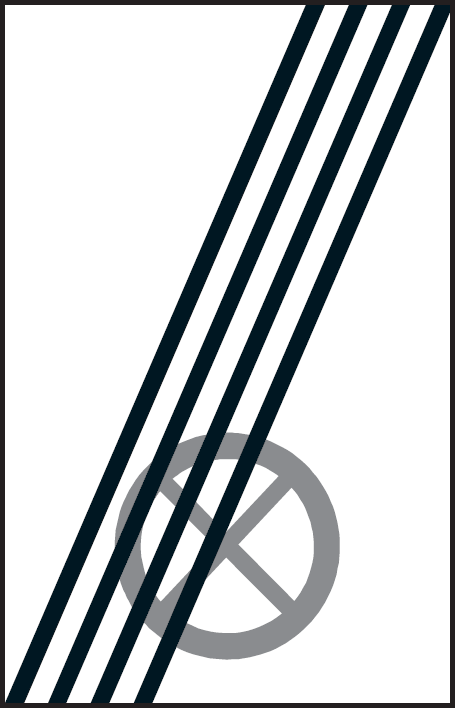
پارکینگ در مسیرهای غیرمتعارف ممنوع روزها
پارک کردن در روزهای زوج ممنوع
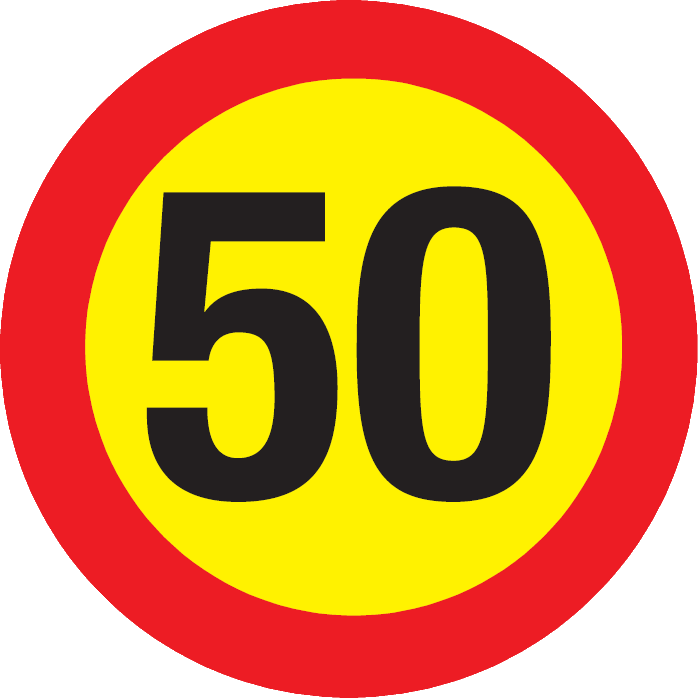
F30 محدودیت سرعت
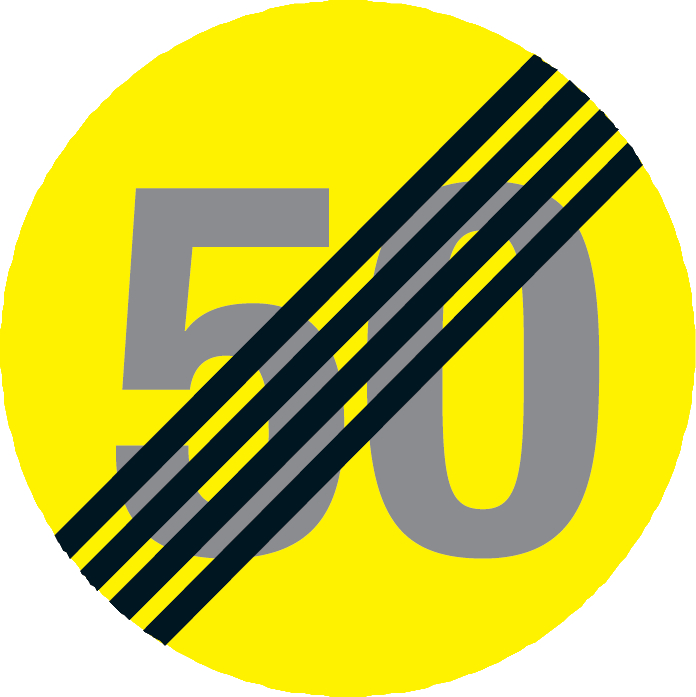
F31 پایان محدودیت سرعت

### سایر تابلوها

A3 منطقه اصلی
A4 منطقه انتهایی منطقه اصلی
A5 منطقه عابر پیاده
A6 پایان منطقه عابر پیاده
A11 گذرگاه عابر پیاده
منطقه توریستی
جاده پستی
اطلاعات مسیر انحرافی
تابلوی میدوی دوچرخه